# ダフニスとクロエ (ラヴェル)

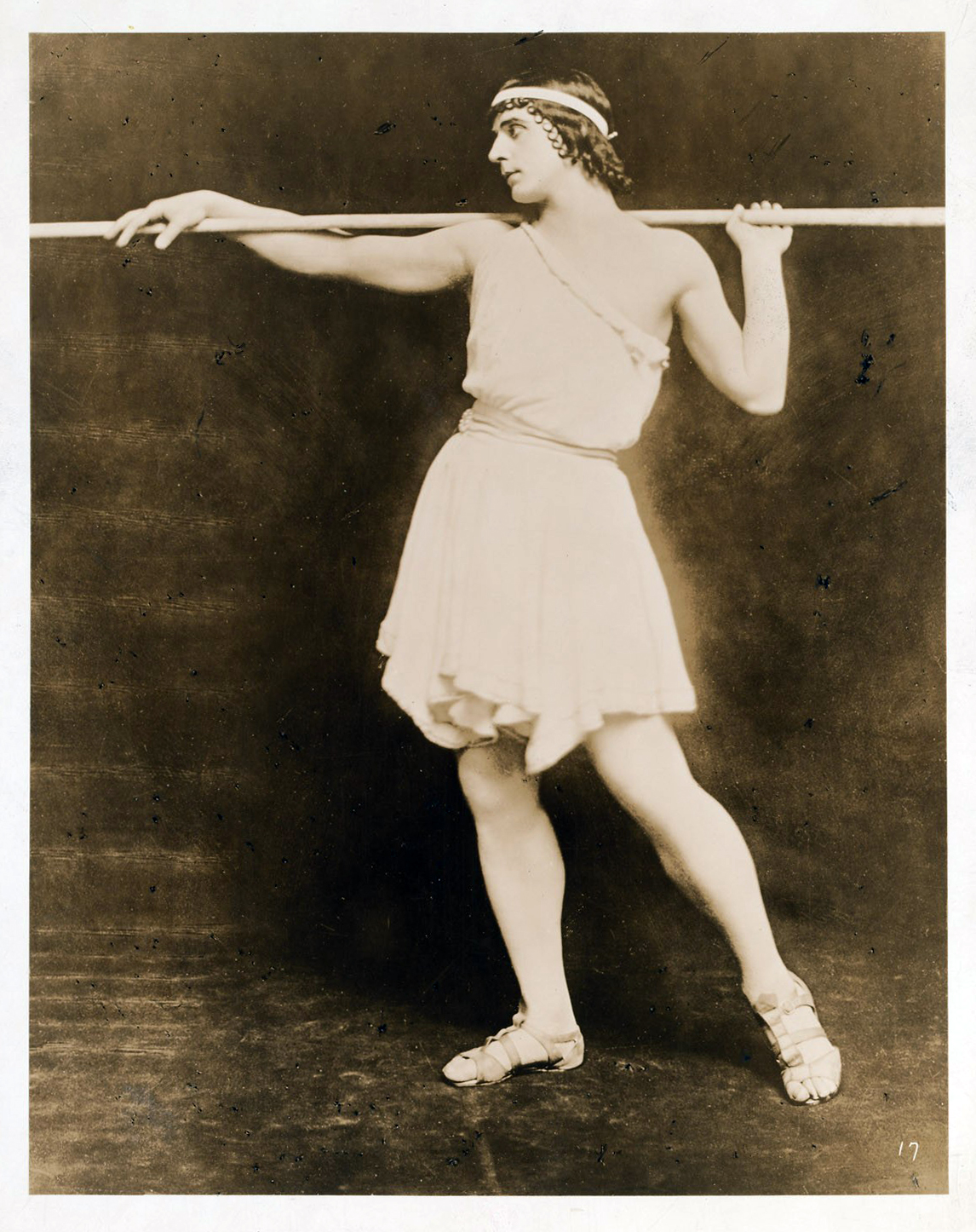
ダフニスに扮したミハイル・フォーキン（1914年のロンドン公演）

『ダフニスとクロエ』（フランス語: Daphnis et Chloé）は、1912年にバレエ・リュス（ロシア・バレエ団）によって初演された、ミハイル・フォーキン振付によるバレエ、またはこのバレエのためにフランスの作曲家モーリス・ラヴェルが作曲したバレエ音楽である。フォーキンの振付は後世に伝わらなかったが、ラヴェルが1909年から1912年にかけて作曲したバレエ音楽はオーケストラの重要なレパートリーの一つして演奏され続け、様々な振付家がラヴェルの音楽に合わせた独自の振付によるバレエを制作している。
バレエの台本は、2 - 3世紀ギリシャのロンゴスによる物語『ダフニスとクロエ』を題材としており、もともとフォーキンがロシア帝室バレエで上演することを想定して書いたものであった。この台本に、20世紀初頭のパリでロシア芸術を紹介するイベントを開催していた興行師セルゲイ・ディアギレフが注目し、自らが手がけるバレエ公演で上演するため作曲をラヴェルに依頼した。1909年に始まったバレエの制作にはフォーキン（台本・振付）、ラヴェル（音楽）、レオン・バクスト（美術・衣裳）が共同であたり、当初は1910年の上演が予定されていたが、ラヴェルの作曲が遅れたために二度にわたって延期され、1912年6月8日にパリのシャトレ座で行われたバレエ・リュスの公演において初演された。しかし、初演の間際には関係者の間で諍いが絶えなかった上に本番直前に十分な練習時間が確保できず、『ダフニスとクロエ』は同シーズンに初演されて物議を醸した『牧神の午後』の影に隠れてしまうこととなった。初演後もバレエ・リュスでは再演の機会にあまりめぐまれず、同団の舞台監督セルゲイ・グリゴリエフは『ダフニスとクロエ』を「運の悪いバレエ」と評した。
バレエ・リュスの解散（1929年）と前後して、『ダフニスとクロエ』は1920年代にフォーキンによってパリ・オペラ座バレエに移植され、そのレパートリーに加えられた。フォーキンによる振付は記録がほとんどないために忘れ去られたが、英国ロイヤル・バレエ団のフレデリック・アシュトンによる「アシュトン版」など、オリジナルの振付によるバレエが生み出され、様々なヴァリエーションの『ダフニスとクロエ』が世界中で上演されている。
このバレエのためにラヴェルが作曲したバレエ音楽は混声合唱を含む大編成の管弦楽曲であり、1時間近い演奏時間はラヴェルの作品の中で最も長い。ライトモティーフの手法を使って巧みに構成されており、ラヴェル自身は「舞踏交響曲」（フランス語: Symphonie chorégraphique）と形容した。ラヴェルの傑作の一つとして高く評価され、バレエ音楽全曲や作曲者自身による組曲がオーケストラの重要なレパートリーの一つとなっている。特に『ダフニスとクロエ 第2組曲』は、ラヴェルが作曲に1年を費やした終幕の「全員の踊り」を含む第3場の音楽をほとんどそのまま抜き出したもので、この形での演奏頻度が高い。
バレエは1幕3場からなり、連続して上演される。上演・演奏の所要時間は約55分。

## バレエの筋書
バレエの筋書は、古代ギリシアのロンゴス（2 - 3世紀）による『ダフニスとクロエ』の、主に前半（第1巻・第2巻）のエピソードに基づいている。

### 登場人物
- ダフニス（Daphnis）：主人公である山羊飼いの少年。ロンゴスの原作では15歳の設定である[6]。
- クロエ：（Chloé）：主人公である羊飼いの少女。ダフニスとは恋仲である。原作での設定は13歳[6]。
- ドルコン（Dorcon）：ダフニスの恋敵役となる若い牛飼い[7]。
- リュセイオン（Lyceion）：ダフニスを誘惑しようとする好色な人妻[8][注 1]。
- ブリュアクシス（Bryaxis）：海賊の首領。
- 第1のニンフ
- 第2のニンフ
- 第3のニンフ
- パン神：半獣神。バレエでは巨大な影として表現される[注 2]。
- ラモン（Lammon）：パン神がクロエを救った理由を説明する老いた山羊飼い。原作ではダフニスの養父である[8]。
- その他（牧人たち、海賊たち、サテュロスたち）

### あらすじ
1幕3場からなる。第1場と第3場はニンフの神殿がある神聖な森の近くの牧草地、第2場は海賊ブリュアクシスの夜営地のある海岸が舞台となっている。
（詳細は「#バレエの進行と音楽」の項を参照。）

#### 第1場
牧草地の春の日の午後。若い牧人たちが供物をもってニンフの祭壇に集まっており、その中にはダフニスとクロエの姿もある。若者たちは踊りを楽しむが、ダフニスはクロエに横恋慕する牛飼いのドルコンと対立し、クロエの口づけをかけて舞踏の腕前を競い合う。ドルコンは皆の笑い者となりダフニスが勝者となる。その後、一人になったダフニスが年増女のリュセイオンに挑発されるエピソードを挟み、突如、海賊の襲来となる。クロエは海賊に誘拐されダフニスは絶望のあまり倒れる。そこに3人のニンフが現れると、彼を蘇生させてパン神に祈らせる。

#### 第2場
海賊の夜営地では略奪に成功した海賊たちが宴を催しており、海賊の首領ブリュアクシスは捕虜となったクロエに踊りを強要する。クロエは踊りつつ脱出の機を窺うが果たせない。ついにクロエはブリュアクシスに手籠めにされそうになるが、そこにパン神の巨大な幻影が出現して海賊を脅すと、海賊たちはたちまち退散してしまう。

#### 第3場
牧草地の夜明けの情景が描かれる。再会を喜び合うダフニスとクロエ。そこに現れた山羊飼いのラモンが、「パン神が自身のかつてのシリンクスに対する愛の思い出の故にクロエを救い出したのだ」と教える。2人はパン神とシリンクスの物語をパントマイムで再現し、神に感謝する。牧人たちが集まり「全員の踊り」となり、大団円となる。

### 原作からの変更点
海賊にクロエが拉致されるというバレエの筋書きは、原作における次の2つのエピソードをつなぎ合わせたものである。
- 襲来した海賊にダフニスが拉致されるが、クロエがドルコンから託された笛を吹くと海賊船に積んでいた牛が暴れて船が転覆しダフニスは助かる。（第1巻[15]）
- 島の反対側にあるメーテュムナ（英語版）と戦になりクロエが拉致されるが、パン神の加護によって救われる。（第2巻[7]）

結果的に、バレエ『シルヴィア』に似た、「主人公の女性が誘拐されるが神の力で救われる」というストーリーになっている。このほか、クロエの口づけをかけてダフニスとドルコンが競うのは踊りではなくクロエへの原作では「求愛の言葉」であったり、バレエのラストシーンで再登場するドルコンが原作では海賊に殺されることになっていたりするなど、バレエ化の際に変更が加えられている。

## 制作の過程

### フォーキンの台本
| 帝室バレエ団時代のフォーキン |  | ダンカンの肖像(カウルバッハ画) |
| 帝室バレエ団時代のフォーキン |  | ダンカンの肖像(カウルバッハ画) |

バレエ『ダフニスとクロエ』は1912年にバレエ・リュスによって初演されるが、台本の制作は同団が活動を開始する数年前にまでさかのぼる。ロシア帝室バレエ団に所属していたミハイル・フォーキンは、ロンゴスの『ダフニスとクロエ』をもとにバレエの台本を書き、バレエの改革に関する「意見書」とともに帝室劇場支配人ウラジミール・テリヤコフスキーに提出した。
その年代については、フォーキンの自伝に基づき「1904年」とされるのが一般的であるが。ロシアのバレエ研究家ヴェラ・クラソフスカヤは、台本と意見書の提出は「1907年」のことであり、フォーキンは自身のバレエが「モダンバレエの祖」ことイザドラ・ダンカンの舞踊に強い影響を受けていることを隠すために年代を改竄し、ダンカンが初めてロシアで公演を行った1904年末以前の出来事ということにしたのだと指摘している。また、クラソフスカヤは、フォーキンが初めて振り付けた1905年の『アクシスとガラテア』には「意見書」で述べたバレエ改革の兆候は見られず、これよりも『ダフニスとクロエ』の台本が早くに完成していた可能性を否定している。
フォーキンは、『アクシスとガラテア』の音楽を担当した作曲家アンドレイ・カデレズに『ダフニスとクロエ』のバレエ音楽を依頼していたとみられるが、結局、フォーキンが提出したの台本と意見書はいずれもロシア帝室劇場には採用されなかった。なお、カデレズによる『ダフニスとクロエ』の楽譜の断片がロシア国立図書館に残されている。

### ディアギレフの依頼

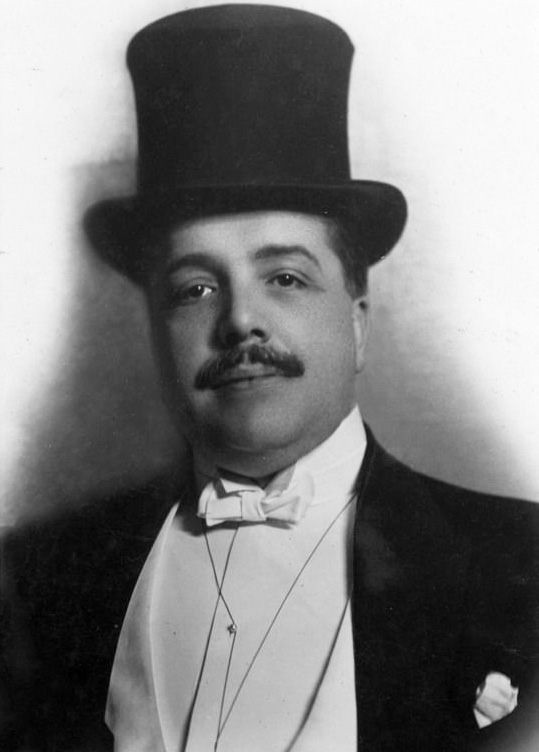
ディアギレフ（1910年）

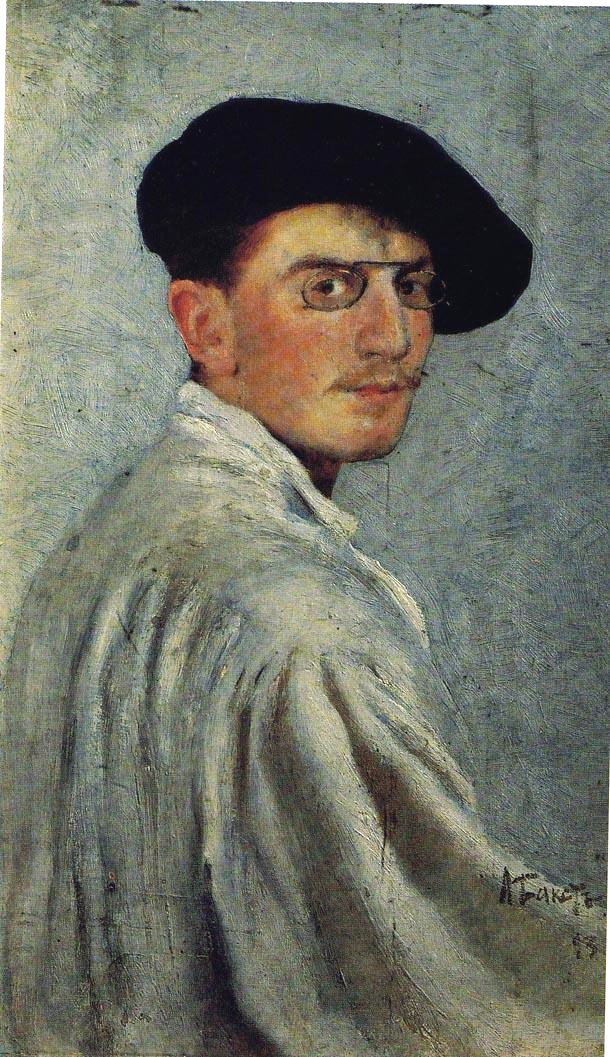
バクストの自画像

フォーキンの『ダフニスとクロエ』（以下『ダフニス』）がロシア帝室劇場で上演される見込みは無くなったが、ほぼ同じ頃、パリを活動の舞台としていたロシア人興行師セルゲイ・ディアギレフがこの台本に目を付けた。ディアギレフは1906年の「ロシア美術展」以来、毎年パリでロシアの芸術を紹介するイベントを開催しており、その4回目となる1909年のイベントで初めてバレエを演目に加えることにした。そのため、オフシーズン中のロシア帝室バレエのメンバーからなる臨時のバレエ団が編成され、フォーキンはメートル・ド・バレエ（振付師兼舞踊監督）としてこのバレエ団に加わった。
ディアギレフがプロデュースした公演「セゾン・リュス」（ロシア・シーズン、Saisons Russes）は1909年5月19日から6月19日までの1か月間開催され、フォーキンの振付による『ポロヴェッツ人の踊り』、『レ・シルフィード』、『アルミードの館』などの作品がパリでセンセーションを巻き起こした。この臨時編成のバレエ団は1911年以降、常設の「バレエ・リュス」（ロシア・バレエ団）となり、この1909年の公演がその事実上の旗揚げと見なされている。
ディアギレフは翌年も引き続きパリでバレエ公演を行おうと考え、オリジナル曲を依頼するため当時のフランスで活躍していた作曲家に接近した。フォーレやドビュッシーとの交渉は作品として結実しなかったが、ディアギレフはパリのサロンにおける人脈を通じてモーリス・ラヴェルに『ダフニス』のバレエ音楽を依頼した。作曲が依頼された詳細な月日は特定されていないが、少なくともこの年の公演が終わる前後の時期には、ラヴェルを含む関係者の間で台本をめぐる打合せが行われている。

### 制作の開始 - 台本の変更
『ダフニス』の制作には、総監督ディアギレフのもと、フォーキン（台本・振付）、ラヴェル（音楽）、レオン・バクスト（美術・衣裳）といった芸術家たちが関わった。
しかし、彼らが目指す芸術の方向性や作品に対する世界観は食い違っていたため、制作は難航することになった。『ダフニス』の舞台である古代ギリシャに対するイメージ一つを例にとっても、フォーキンは、古代の遺跡から発掘された赤や黒の壺に描かれた踊りに見られる力強い古代ギリシャを理想としていたが、ラヴェルは古代ではなく、ヴァトーやブーシェなど、18世紀フランスの画家が描いたギリシャ神話の世界を理想としており、バクストは、当時「バクスト・カラー」と呼ばれた派手な色使いにより「野蛮なギリシャの色彩」を表現しようとしていた。

【参考】古代ギリシャに対するイメージの違い
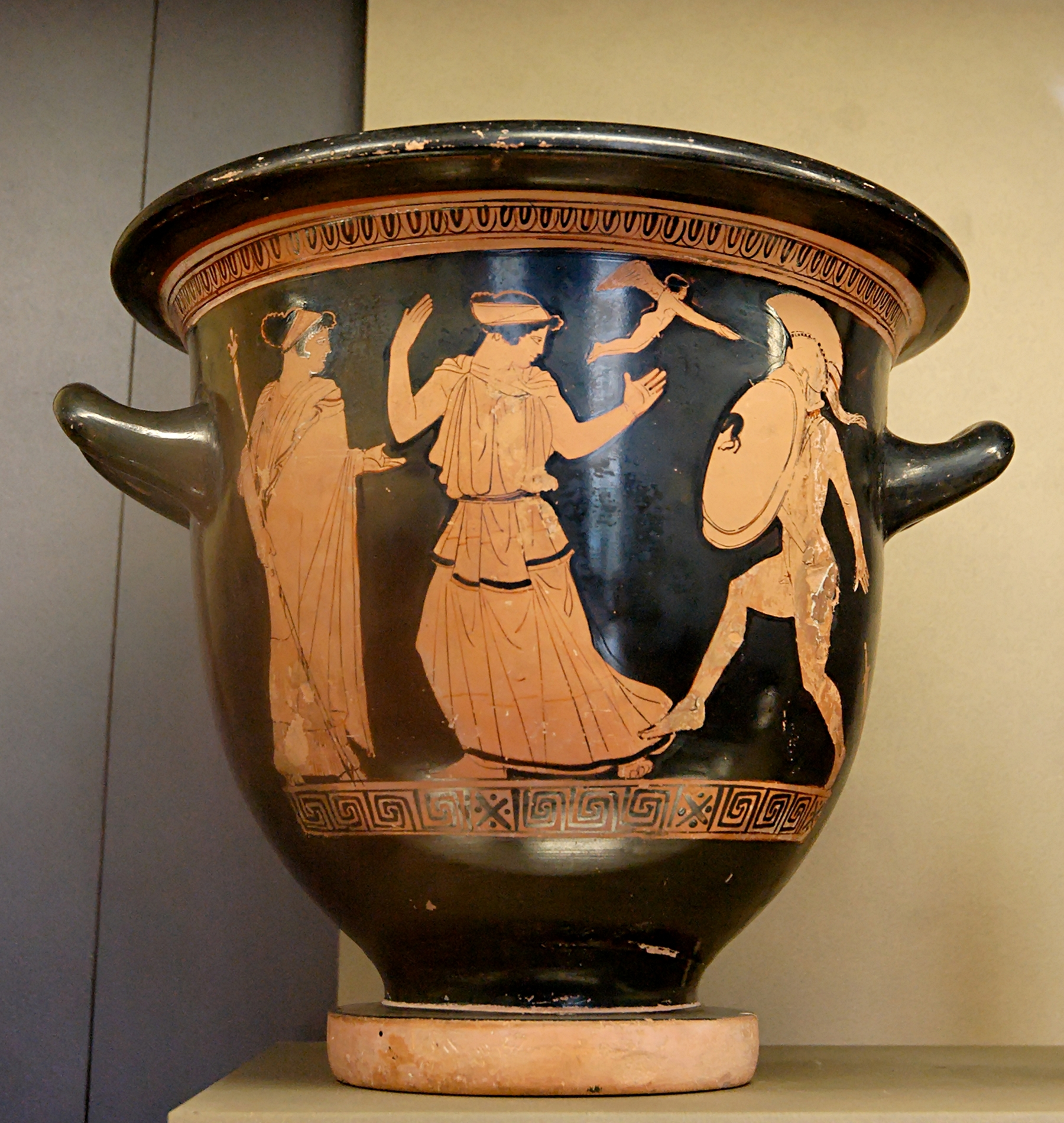
フォーキン
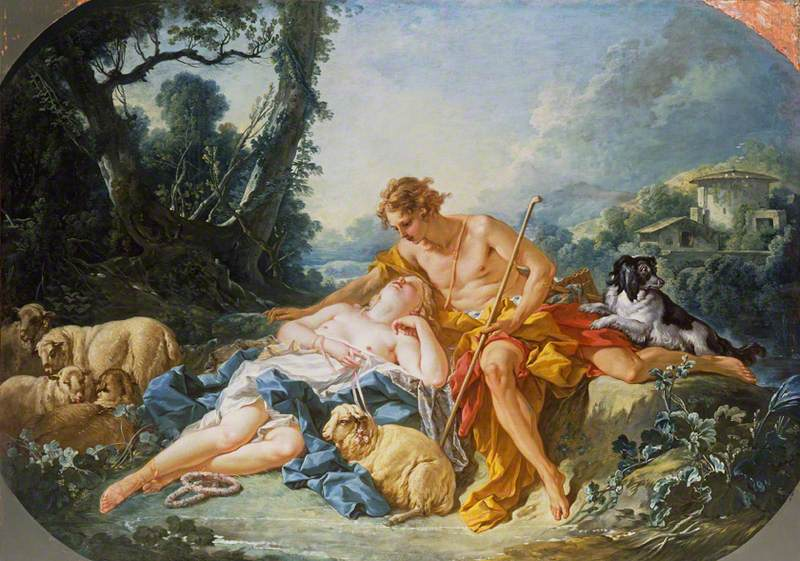
ラヴェル
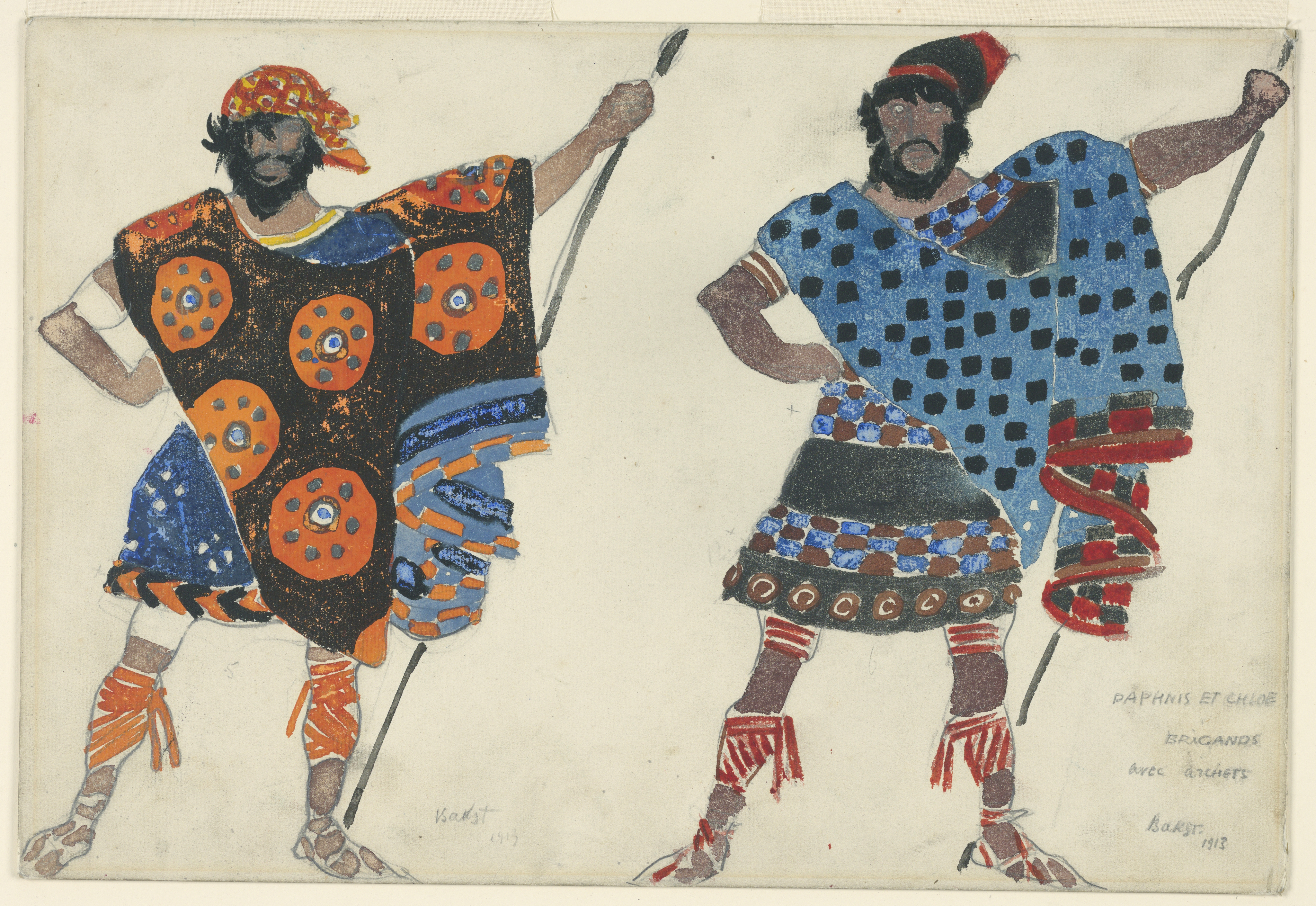
バクスト[注 22]

ディアギレフがアレクサンドル・ベノワに宛てた1909年6月12日付けの手紙には、「バクスト、フォーキン、ラヴェルが協働して作品の細部まで練り上げ、ラヴェルはフォーキンに「絶対的傑作」を書くと言ったらしく今から楽しみである」といった楽観的な記述がある一方、ラヴェルがサロンの主宰者の一人サン＝マルソー夫人に宛てた同年6月27日付けの手紙からは、台本をめぐって殺伐としたやり取りが繰り返されていたことが窺われる。

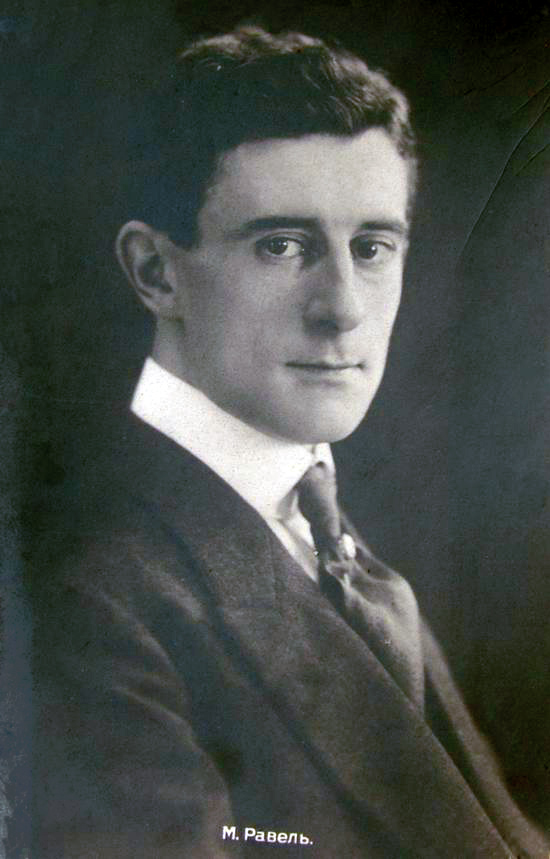
ラヴェル（1910年）

フォーキンやラヴェルらによる検討の結果、台本には大きな変更が加えられた。フォーキンのオリジナルの台本は2幕からなっており、現行の倍近い長さがあったが、ダフニスとクロエが結婚するまでのエピソードを中心とした後半部分などがカットされ1幕ものとなった。このカットにより台本にあった登場人物7人の出番がなくなり、ダフニスの養父として第2幕に登場するはずであったラモンの設定が、パン神とシリンクスの物語を説明する役柄に変更された。

### 上演延期

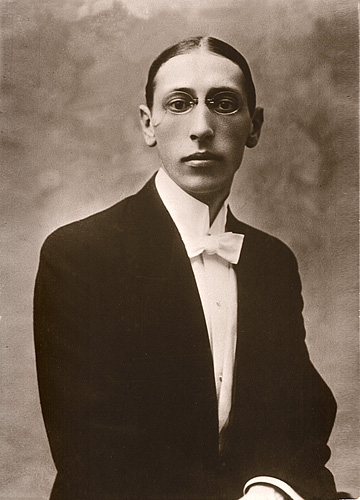
ストラヴィンスキー（1910年）

ディアギレフは『ダフニス』を1910年のパリ公演にのせるつもりでダンサーとの交渉を進め、ダフニス役はヴァーツラフ・ニジンスキー、クロエ役はタマーラ・カルサヴィナとアンナ・パヴロワが交替で踊ることで契約が成立した。
1910年、この年のパリ公演に向けたバレエ団の稽古が4月に始まったが、『ダフニス』については曲が完成していなかったため翌年に延期されることになった。ラヴェルはパリ公演開始（6月4日）の約1ヶ月前にあたる5月1日に、ひとまずヴォーカルスコア（ピアノと合唱）を完成させたが、後述するように、その後に改訂を行っているため、この楽譜は現行のものとは異なるものである（詳細については「#破棄されていなかった初稿」の項を参照）。
なお、この年の「セゾン・リュス」では、ストラヴィンスキー作曲、フォーキン振付による『火の鳥』が初演されて大成功をおさめ、「新人」作曲家ストラヴィンスキーはパリで一躍有名になった。ラヴェルもまた『火の鳥』には感銘を受けたとされる。

### 2度目の上演延期
翌1911年もラヴェルの音楽は完成せず『ダフニス』は再度の上演延期となった。この年ラヴェルはバレエのフィナーレにあたる「全員の踊り」の改訂に着手したが難航し頭を悩ませていた（詳細については「#「全員の踊り」の改訂 」の項を参照。）。
その一方、ラヴェルはすでに出来上がっていた第1場の後半から第2場前半にかけての音楽を『ダフニスとクロエ 第1組曲』（「夜想曲」 - 「間奏曲」 - 「戦いの踊り」）とし、演奏会で発表しようとした。ディアギレフやフォーキンはこのことに憤慨したが、第1組曲の初演（4月3日）を止めさせることはできなかった。

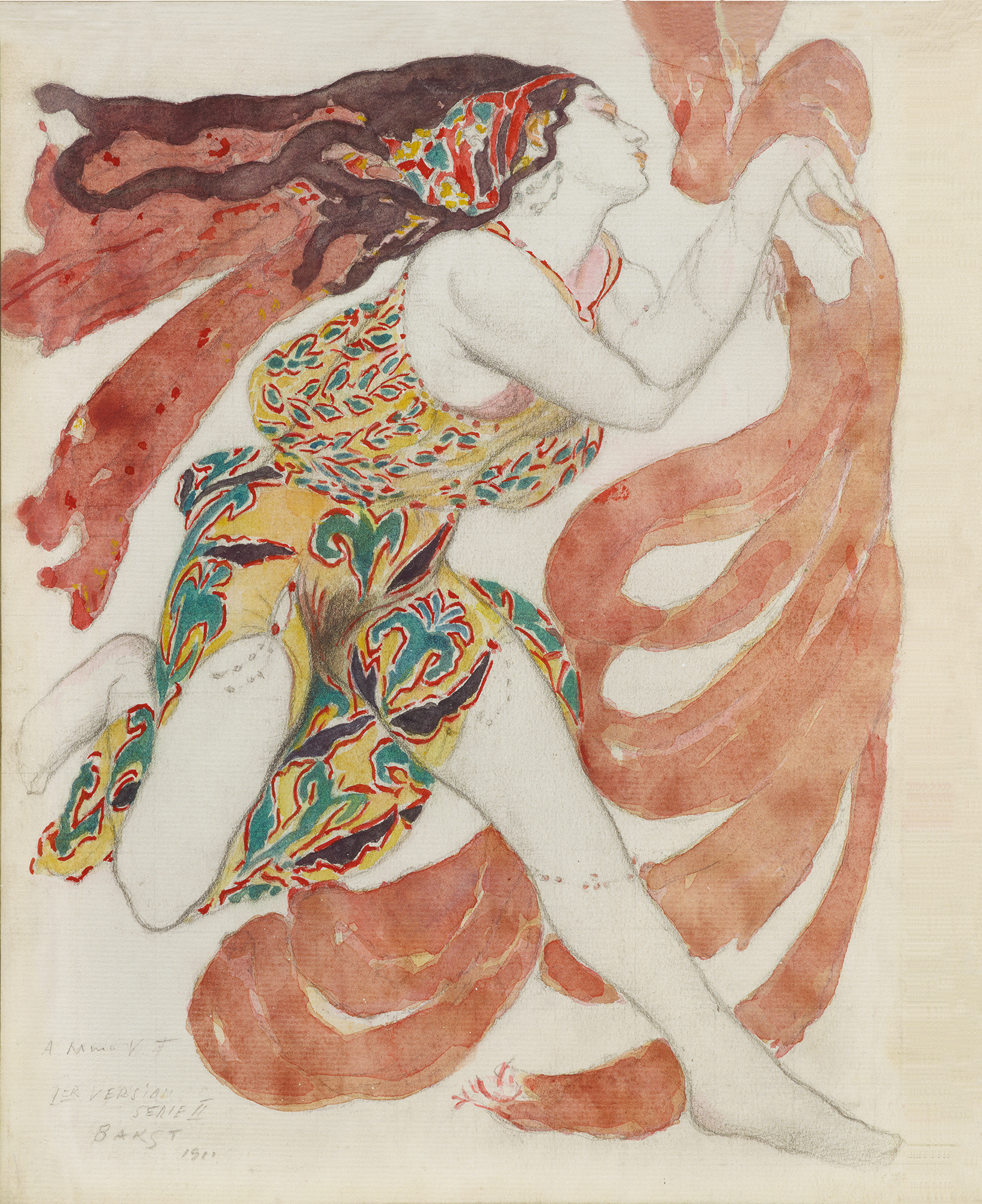
バクストによる『ナルシス』のデザイン画

結局、1911年の「セゾン・リュス」では『ダフニス』に代わる作品として、ギリシャ神話に基づく短いバレエ『ナルシス』が上演された。音楽はこのバレエ団の正指揮者でもあったニコライ・チェレプニンが作曲し、バクストの美術・衣裳、フォーキンの振付でニジンスキー、カルサヴィナらが踊った。ギリシャ風の振付のアイデアは全て『ダフニス』のためにとっておきたかったフォーキンにとって気乗りのしない仕事であった。なお、『ナルシス』のためにバクストがデザインした衣裳の一部は『ダフニス』に転用された。
1911年の公演では、フォーキンは新作『ペトルーシュカ』（音楽はストラヴィンスキー）を振り付けて大成功を収めたが、ディアギレフは振付師としてのフォーキンに限界を感じ始めていた。ディアギレフは同性愛の相手でもあったニジンスキーをバレエ・リュスの新たな振付師としてデビューさせようと考え、そのデビュー作となるバレエ『牧神の午後』を準備していた。ディアギレフは、『ダフニスとクロエ』と同じ古代ギリシャをテーマとしたバレエをニジンスキーが振り付けると分かればフォーキンが離反しかねないと考え、彼に悟られないよう、ぎりぎりの段階まで秘密裡に事を進めた。

## 初演（1912年）

### 1912年の「セゾン・リュス」
バレエ・リュスの1912年の「セゾン・リュス」は 5月13日から6月10日にかけての約1か月間、シャトレ座において開催されることになった。ディアギレフはこのシーズンのために4日間ずつ上演される4種類のプログラムを用意し、それぞれのプログラムには以下のように新作バレエを1本ずつ配置した。着手から足掛け4年の歳月を経て『ダフニス』はようやく上演されることとなった。
| プログラム     | 初日 | 新作バレエ           | 振付         | 備考                                                               |
| -------------- | ---- | -------------------- | ------------ | ------------------------------------------------------------------ |
| 第1 プログラム | 5/13 | 『青神』             | フォーキン   | ジャン・コクトー台本、レイナルド・アーン作曲による書き下ろし作品。 |
| 第2 プログラム | 5/20 | 『タマーラ』         | フォーキン   | バラキレフの同名の交響詩による。                                   |
| 第3 プログラム | 5/29 | 『牧神の午後』       | ニジンスキー | ドビュッシーの『牧神の午後への前奏曲』による。                     |
| 第4 プログラム | 6/5  | 『ダフニスとクロエ』 | フォーキン   |                                                                    |

### 『ダフニス』初演の主な出演者

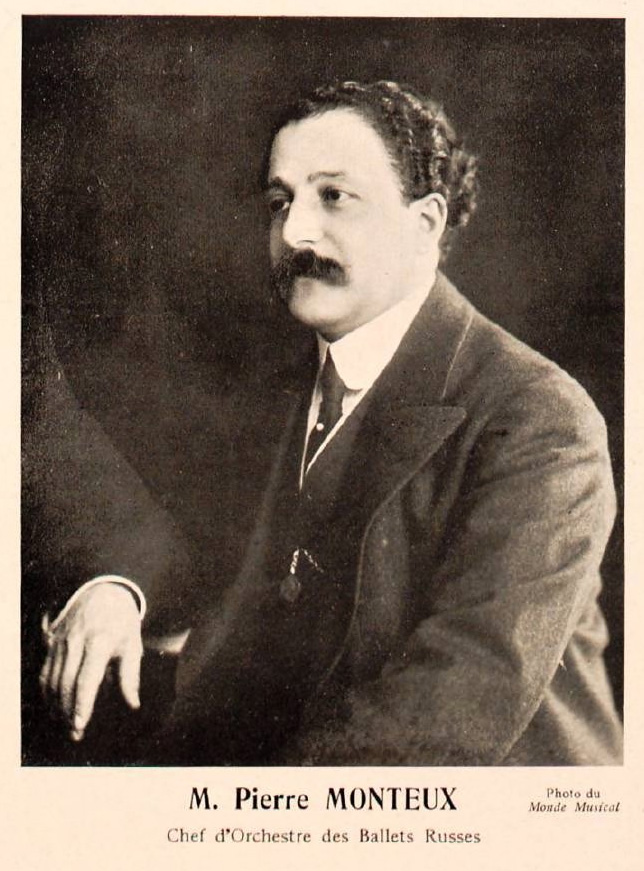
モントゥー（バレエ・リュスの指揮者時代）

『ダフニス』初演の主な出演者は以下のとおりである。なお、一部のダンサーについてはフルネームが不明である。また、指揮は、バレエ・リュスの正指揮者のピエール・モントゥーが務めた。
- ヴァーツラフ・ニジンスキー（ダフニス役）
- タマーラ・カルサヴィナ（クロエ役）
- アドルフ・ボルム（英語版）（ドルコン役）
- マルガリータ・フロマン（英語版）（リュセイオン役）
- エンリコ・チェケッティ（老羊飼いラモン役）
- マリヤ・ピルツ（第1のニンフ）[注 33]
- リュヴォフ・チェルニチェヴァ（英語版）（第2のニンフ）[注 34]
- コパツィンスカ（第3のニンフ）
- フェドロフ（海賊ブリュアクシス）

### 初演に至るいきさつ

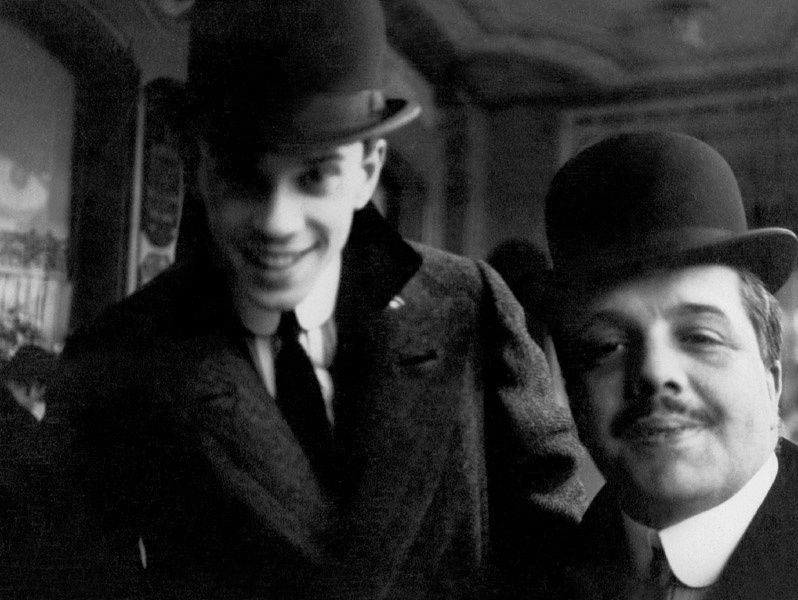
ニジンスキーとディアギレフ（1911年）

ラヴェルのスコアの完成は、公演が1か月後に迫った4月5日のことであった。制作初期に台本をめぐってやり取りした後、フォーキンとラヴェルは作品について相談していなかったため、フォーキンは初めて全体像が明らかになった楽曲の、しかも練習用のピアノ版の楽譜だけを手がかりに『ダフニス』を急いで振り付けなければならなかった。しかもフォーキンは他の新作バレエ2作品（『青神』『タマーラ』）も抱えており、『ダフニス』に十分な時間がとれなかった。
5月からピアノ伴奏に合わせた稽古が始まったが、もはやディアギレフにとって『ダフニス』は、劇的な要素を欠いたストーリーと斬新さの足りない振付の、上演時間ばかりが長い作品であり、全く興味を持てないものになっていた。ディアギレフはデュラン社に『ダフニス』に関する契約破棄の考えすら打ち明けたが、同社を経営するジャック・デュランが説得してディアギレフを思いとどまらせた。

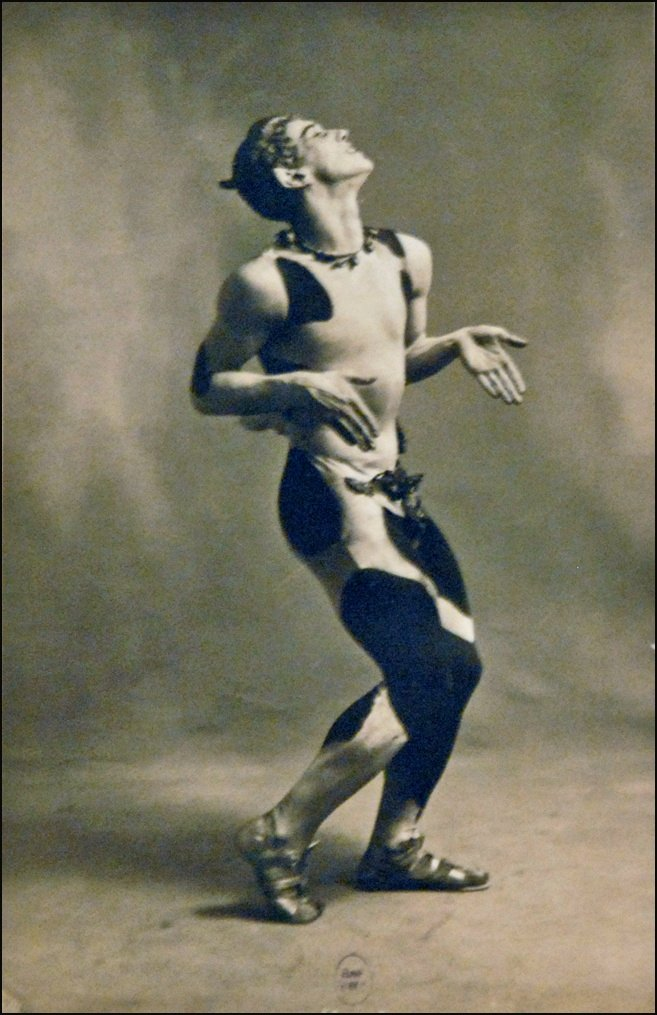
『牧神』を踊るニジンスキー

当時のディアギレフにとって最大の関心事は、ニジンスキーの振付師としてのデビュー作『牧神の午後』を成功させることにあった。ディアギレフは『牧神の午後』の宣伝に力を入れ、わずか8分しかないこのバレエのために潤沢なリハーサル時間を確保した。フォーキンはこの扱いの差に怒ってディアギレフと激しく罵り合い、主演のニジンスキーともいがみあった。
第3プログラムの新作として5月29日に初演された『牧神の午後』は、ラストシーンの性的な表現がスキャンダルを巻き起こしたが、かえって人々の注目を集めチケットは全て売り切れた。同じギリシャ神話をテーマとした『牧神の午後』が話題となったことで『ダフニス』の影は薄くなってしまった。そればかりか、ディアギレフは『牧神の午後』の追加公演を決め、6月5日に予定されていた『ダフニス』の初日を6月8日に繰り下げた。6月9日はシャトレ座の休館日であり、パリ公演は6月10日が最終日であったため、本来であればシーズン中に4回を予定していた『ダフニス』の上演は2回しか行われないことになった。さらに本番前日の総稽古も『牧神の午後』の追加公演のために取りやめとなり、フォーキンのみならずラヴェルもディアギレフの『ダフニス』に対するこうした扱いに怒った。
ディアギレフが『ダフニス』の初日を遅らせた理由については、フォーキンに対する嫌がらせとする説や、『牧神の午後』をもっと上演したかったからなど諸説があり特定はできない。舞台監督を務めたセルゲイ・グリゴリエフはフォーキンの振付の完成が遅れたためだとしている。
実際、『ダフニス』の仕上がりは遅れており、振付が全て完成したのは『牧神の午後』を含む第3プログラムが始まった後、当初の初演予定日の数日前であった。十分に時間が確保できない中で踊り手たちも大変な苦労をしており、初演でクロエを踊ったタマーラ・カルサヴィナは次のように回想している。
カルサヴィナの回想にもあるように、最後まで仕上がらなかったのはラヴェルが苦労を重ねたフィナーレの「全員の踊り」の部分であった。この部分は主に5拍子で書かれており、踊り手たちは「セル・ゲイ・ディア・ギ・レフ」と、ディアギレフの名前にあてはめて練習していたと言われるが、ロジャー・ニコルスは、「全員の踊り」の5拍子は「3拍子＋2拍子」で書かれており、音節のリズムが「2＋3」になる「セルゲイ＋ディアギレフ」では音楽に合わないため、このエピソードの信憑性を疑っている。また、さらに複雑なリズムの『春の祭典』を次の年に踊ることになるバレエ団のメンバーが『ダフニス』のリズムに苦戦したということには疑問も残る。

### 初演を終えて

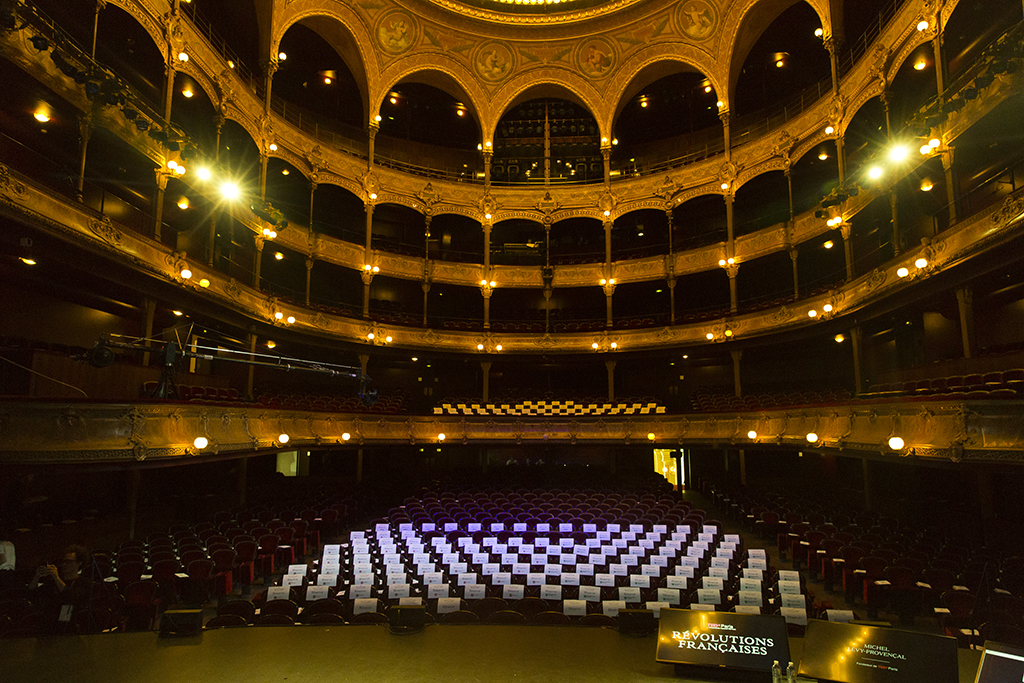
シャトレ座の観客席

『ダフニス』の初演は1912年6月8日にシャトレ座で行われた。多くの批評家は主役のニジンスキーとカルサヴィナの華麗な演技な演技やラヴェルの音楽を高く評価したとされ、ラヴェルと同じ「アパッシュ」のメンバーであった評論家エミール・ヴュイエルモーズは、6月15日付けの『ルヴュー・ミュジカルSIM』誌において『ダフニス』を「真の傑作」とし、1912年のバレエ・リュスの公演のフィナーレをこの作品が飾ったことを祝った。
しかし、その一方でピエール・ラロは6月11日付けの『ル・タン』紙において、ラヴェルの音楽にはリズムがなく、バクストの美術やフォーキンの振付も良くなかったと否定的な見解を示し、ガストン・カローも同日の『ラ・リベルテ』紙でリズムの弱さを指摘し、「曲は絶えず反復によって進行していく」と批判している。また、77歳の批評家アルテュール・プージャンは6月15日付けの『ル・メネストレル』誌に「優雅さ、魅力、何よりインスピレーションに欠ける」という冷淡な批評を掲載した。
十分な準備がなされないまま、また、人間関係の軋轢を抱えながら行われた初演は期待を下回る出来であったと思われる。グリゴリエフは「シーズン初めに初演され、ディアギレフがもっとよく面倒を見ていれば、ずっと大きな成功をかち得ただろう。」と振り返っている。また、ラヴェルはミシア・セールにあてた手紙の中で次のように作品を擁護した。
一方、『ダフニス』に対するディアギレフの扱いに不満を募らせていたフォーキンはパリ公演の終了後にバレエ・リュスを退団し、ニジンスキーが後任の振付師となった。

### 初演に関する記録

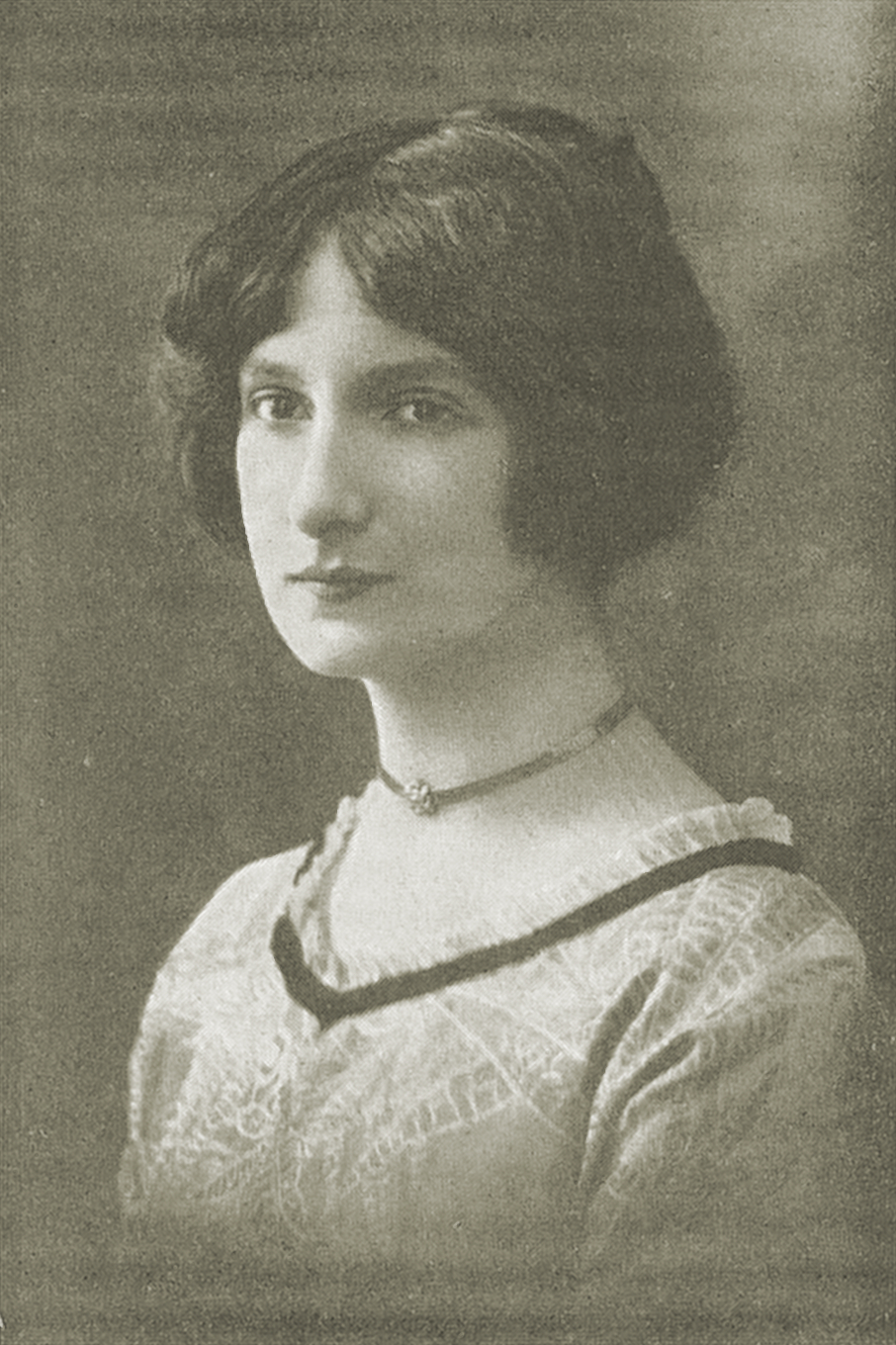
グロス（1913年）

『ダフニス』の初演の様子を知ることができる資料は非常に少なく、特にフォーキンの振付がどのようなものであったかを伝える資料としては、バランティーヌ・グロスによる、きわめてラフなスケッチが最も情報量が多いという状態である。
このため、再演の機会に恵まれなかった『ダフニス』の場合、バレエ・リュスにおいても、活動末期にはフォーキンの振付は忘れ去られたに等しい状態となった（後述）。当然、現代においてもフォーキンの振付を再現することは困難であり、バレエ史の専門家リン・ガラフォーラは、『ダフニス』のことを「どのように踊られたか分からない神秘的な作品」と評している。

## 初演後のバレエ上演史

### バレエ・リュス

#### フォーキンの一時復帰とロンドン公演（1914年）

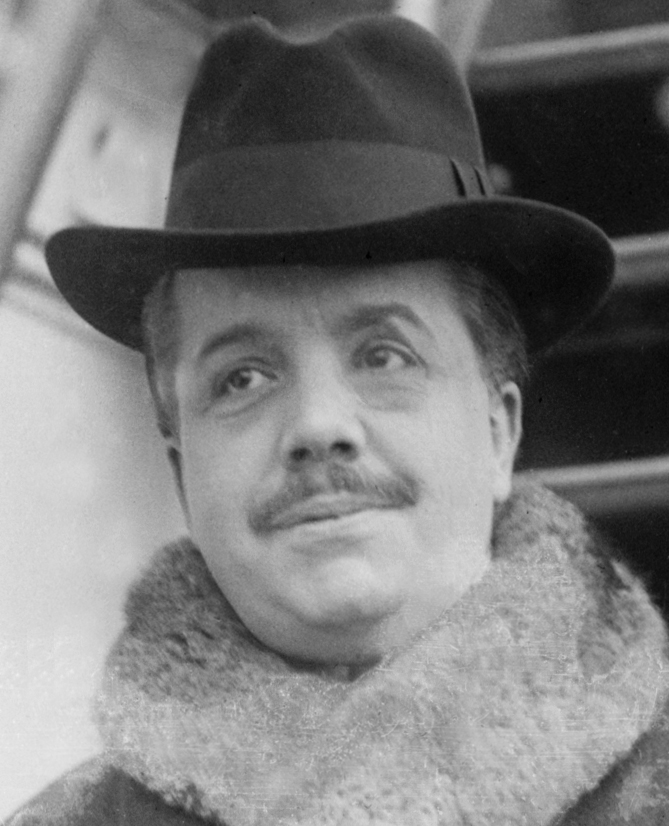
ディアギレフ（1916年）

『ダフニス』初演の翌年にあたる1913年、ニジンスキーを解雇したディアギレフはフォーキンを説得してバレエ・リュスに復帰させた
。翌1914年にはモンテカルロとロンドンで『ダフニス』が再演され、復帰の際に振付師をしながら踊り手として舞台に立てる「振付監督」の地位を得たフォーキンが自らダフニスを踊った。ロンドン公演は『ダフニス』のイギリス初演でもあったが、この公演での合唱パートの扱いをめぐってディアギレフとラヴェルが衝突した。
『ダフニス』は管弦楽の編成が大きく混声合唱団までを用意する必要があり、ディアギレフはコストカットのために合唱を省略したいと考えた。ラヴェルは合唱が不可欠と考えていたが、ヨーロッパの主要都市の公演では必ず合唱入りで上演することを条件に、さほど重要ではない都市の公演を合唱抜きで行うことを認めた。
ところがディアギレフは、1914年6月に ロンドンのドルリー・レーン劇場での公演を合唱抜きで行おうとした。このことに激怒したラヴェルはロンドンの『タイムズ』紙など4つの新聞社に抗議の声明文を送り付け、さらに交友関係のあったイギリスの作曲家レイフ・ヴォーン・ウィリアムズにも声明文のコピーを送り、その内容をできるだけ広めてほしいと頼んだ
。『ザ・モーニング・ポスト』紙には次のようなラヴェルの意見文が掲載された。
ディアギレフはこれに反論したが、ラヴェルはさらに長い声明文を『コメディア』紙に送り付けてディアギレフの誤りを指摘した。その結果、ロンドン公演は合唱入りで行われ、ラヴェルとディアギレフとの間では、主要都市での公演は合唱入りで行うことがあらためて確認された。
『ダフニス』はロンドンの観客に受けたが、バレエ・リュスではその後10年間にわたって上演の機会がなかった。一方、一時的に復帰していたフォーキンは7月25日にロンドン公演が終わるとバレエ・リュスを離れ、二度と戻ることはなかった。なお、ロンドン公演が終わった3日後に第一次世界大戦が勃発した。

#### 不吉な演目（1917年）

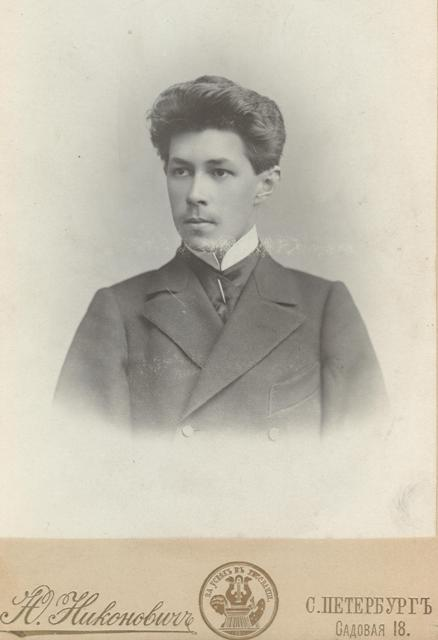
グリゴリエフ

第一次世界大戦中の1917年12月、バレエ・リュスの一行は公演ツアーのためポルトガルの首都リスボンを訪れたが、到着直後に軍事クーデターが勃発し、一行が泊まる宿の近くでも銃撃戦が行われた。ホールは汚く暖房がきかない上に満席になることは一度もなく、首都で行われた公演としては最悪なものとなった。次の仕事が決まらず給料も支払われなかったため、団員たちは3か月にわたって冬のリスボンで足止めされ、飢えと寒さに苦しむことになった。さらにロシア革命によりロシア帝国のパスポートは無効となった。
ディアギレフが次の仕事を求めてリスボンを離れている間、留守を任された舞台監督のグリゴリエフは、1914年以来上演されていなかった『ダフニス』の練習を始めたが、具体的な公演のあてがあるわけでもなく、団員にとっては無駄な努力でしかなかった。リスボンでの忌まわしい思い出と結びついた『ダフニス』はその後、バレエ・リュスの団員にとって不吉な演目と見なされるようになった。

#### 10年ぶりの復刻（1924年）

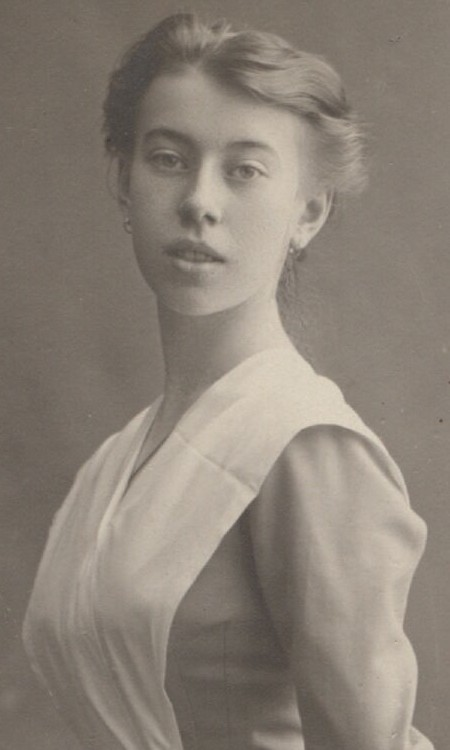
ニジンスカ

1924年1月、ディアギレフは、フランシス・プーランクの音楽、マリー・ローランサンの美術、ブロニスラヴァ・ニジンスカ（ニジンスキーの妹）の振付による新作バレエ『牝鹿』など、フランスの作品のみを集めた「フランス芸術祭」をモンテカルロにおいて開催した。この企画のために『ダフニス』は10年ぶりにバレエ・リュスで再演されることになったが、この頃にはすでにフォーキンの振付を覚えているダンサーは誰もいなかったため、グリゴリエフが曖昧な記憶を頼りに振付を再現し、一部はニジンスカが新たに振付けた。なお、モンテカルロではアントン・ドーリンがダフニスを、リディア・ソコロワがクロエを踊った。
この年、モンテカルロに引き続きバルセロナのリセウ劇場でも『ダフニス』が上演されたが、結果的にはこれがバレエ・リュスにおける『ダフニス』の最後の公演となった。グリゴリエフはバレエ・リュスにおける『ダフニス』を振り返り、「運の悪いバレエ」と評した。

### その他の上演史

#### パリ・オペラ座への移植

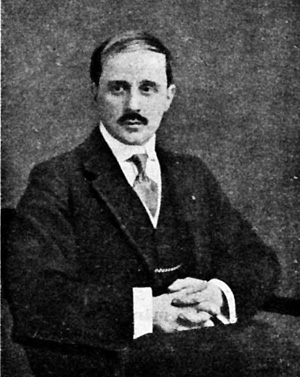
フォーキン（1913年）

『ダフニス』は第一次世界大戦後にパリ・オペラ座バレエに移植され、そのレパートリーに位置づけられることになった。当時のオペラ座総裁ジャック・ルーシェはディアギレフの熱狂的なファンでもあり、オペラ座バレエの再興のために、バレエ・リュスに関係したアーティストたちをパリ・オペラ座に招いていた。ルーシェは『ダフニス』を再演するため、アメリカに移住していたフォーキンに声をかけた。
『ダフニス』再演を含む「ロシアの夕べ」は1921年6月20日に開催され、フォーキンは振付を担当するとともに、妻ヴェラ・フォーキナとともにタイトルロールを踊った。ラヴェルもかかりきりでリハーサルに協力したこの再演はバレエ・リュスの初演時よりもはるかに受けがよく、『ダフニス』はパリ・オペラ座バレエのレパートリーに位置づけられ、後にはアルベール・アヴリーヌがダフニス、カルロッタ・ザンベリがクロエを踊っている。

#### アメリカの「リトルフィールド版」

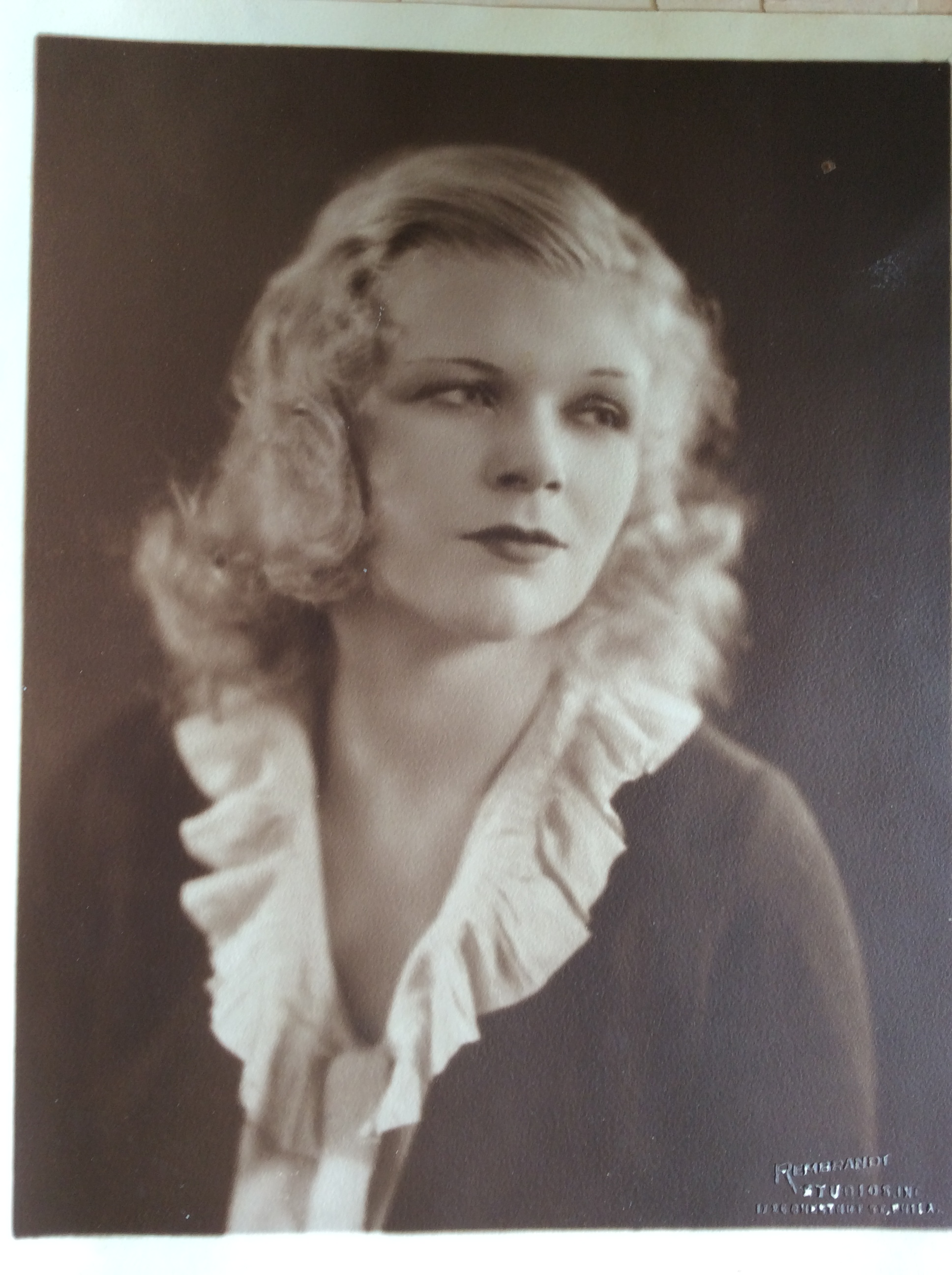
リトルフィールド

前述のとおり、フォーキンの振付は後世には伝わらず、多くの振付家が独自の振付による『ダフニス』をつくった。第二次世界大戦前の1936年にアメリカで上演された「リトルフィールド版」はその先駆けである 。
フィラデルフィアで生まれ育ったキャサリン・リトルフィールド（1905年 - 1951年）は、1935年に指揮者レオポルド・ストコフスキーの援助を受けて「リトルフィールド・バレエ団」（設立直後に「フィラデルフィア・バレエ団」に改称）を設立し、翌1936年3月31日にフィラデルフィアのアカデミー・オブ・ミュージックにおいて、自らの振り付けによる『ダフニス』全曲を上演した 。これは『ダフニス』という作品自体がアメリカで上演された最初のものでもあった 。

#### イギリスの「アシュトン版」

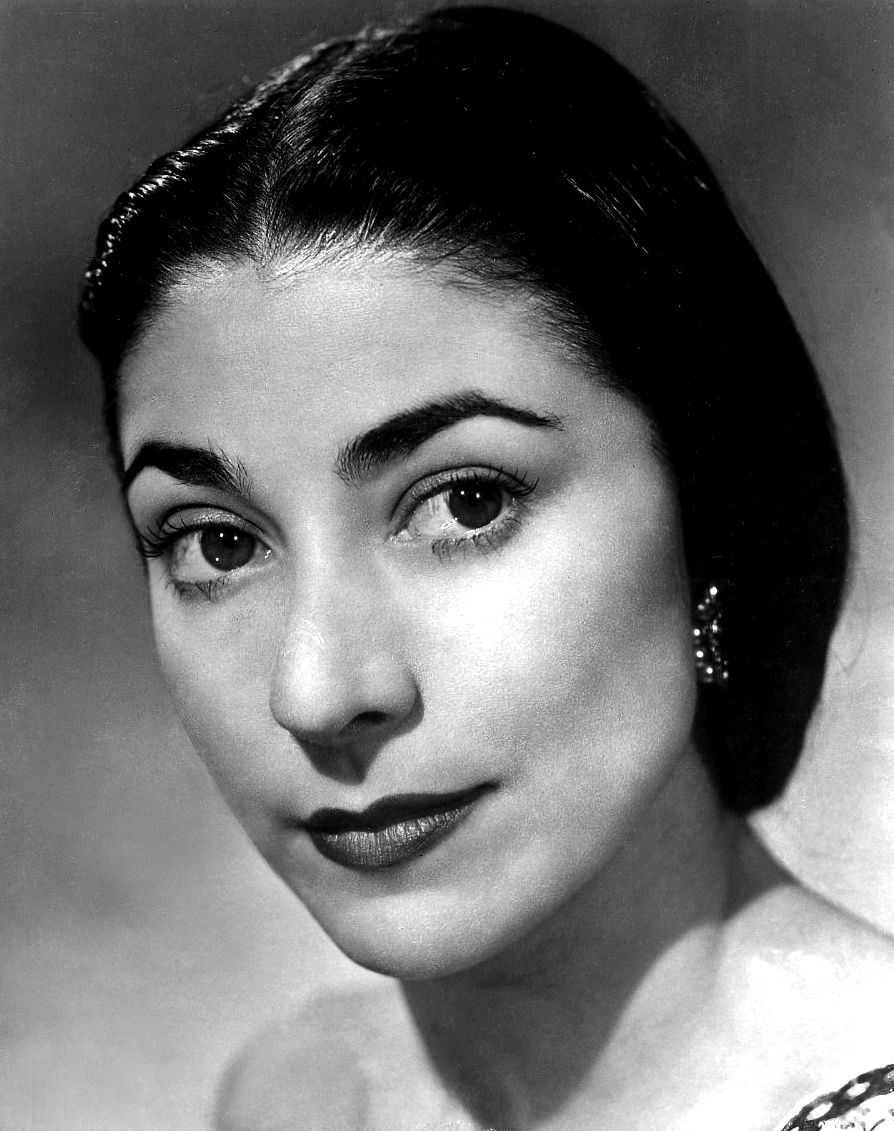
フォンテイン

第二次世界大戦後の1951年、イギリスのサドラーズ・ウェルズ・バレエ団（後のロイヤル・バレエ団）では、フレデリック・アシュトンの振付、ジョン・クラックストンの美術により、新しい『ダフニス』が誕生した。この「アシュトン版」は、フォーキンの台本に従いつつも、舞台は20世紀半ばのギリシャに移されている。また、第1場のリュセイオンとダフニスの場面がより官能的に表現されていることなどの特徴がある。
1951年の「フェスティバル・オブ・ブリテン」の一環として4月5日に行われた初演では、マイケル・サムズがダフニス、 マーゴ・フォンテインがクロエを踊った。アシュトンは自らの振付をヴォーカル・スコアに記録しており、アシュトンが退任した後も度々再演された。
一時（1994年から1996年にかけて）、マーティン・ベインブリッジ（Martyn Bainbridge）の美術によって公演が行われたが、 2004年5月にはアシュトンの生誕100年を記念してアシュトン-クラックストン版が再演され、ダフニス初演100年に向けた2011年冬には、ロイヤル・バレエ団の姉妹団体であるバーミンガム・ロイヤル・バレエ団によっても再演されている。

#### パリ・オペラ座の「スキビン版」と「ミルピエ版」
フォーキンによって『ダフニス』が移植されていたパリ・オペラ座では、第二次世界大戦後の1959年にメートル・ド・バレエのジョルジュ・スキビンによる振付、マルク・シャガールによる色鮮やかな美術の新版が作られた。1959年6月3日の初演ではスキビンがダフニス、クロード・ベッシーがクロエを踊った。この「スキビン版」は1959年から1970年までの10年あまりオペラ座のレパートリーに位置づけられ、その間に168回上演された。イギリスのバレエ研究者アイヴァ・ゲストによれば、パリ・オペラ座が1776年から1999年までに上演した全ての作品のうち26番目の多さである。なお、パリ・オペラ座バレエは1963年5月の来日公演で『ダフニス』を演目に取り上げている。
21世紀に入り、オペラ座では、2014年から2016年にかけて舞台監督をつとめたバンジャマン・ミルピエの振付、ダニエル・ビュランによる幾何学的な舞台装置による新しいバレエが2014年に初演された。5月10日に行われた初演ではフィリップ・ジョルダンが指揮を務め、エルヴェ・モローがダフニス、オーレリー・デュポンがクロエを踊った。この「ミルピエ版」は、2016年にニューヨークのアメリカン・バレエ・シアターでも上演されている。

#### 「現代的」な演出

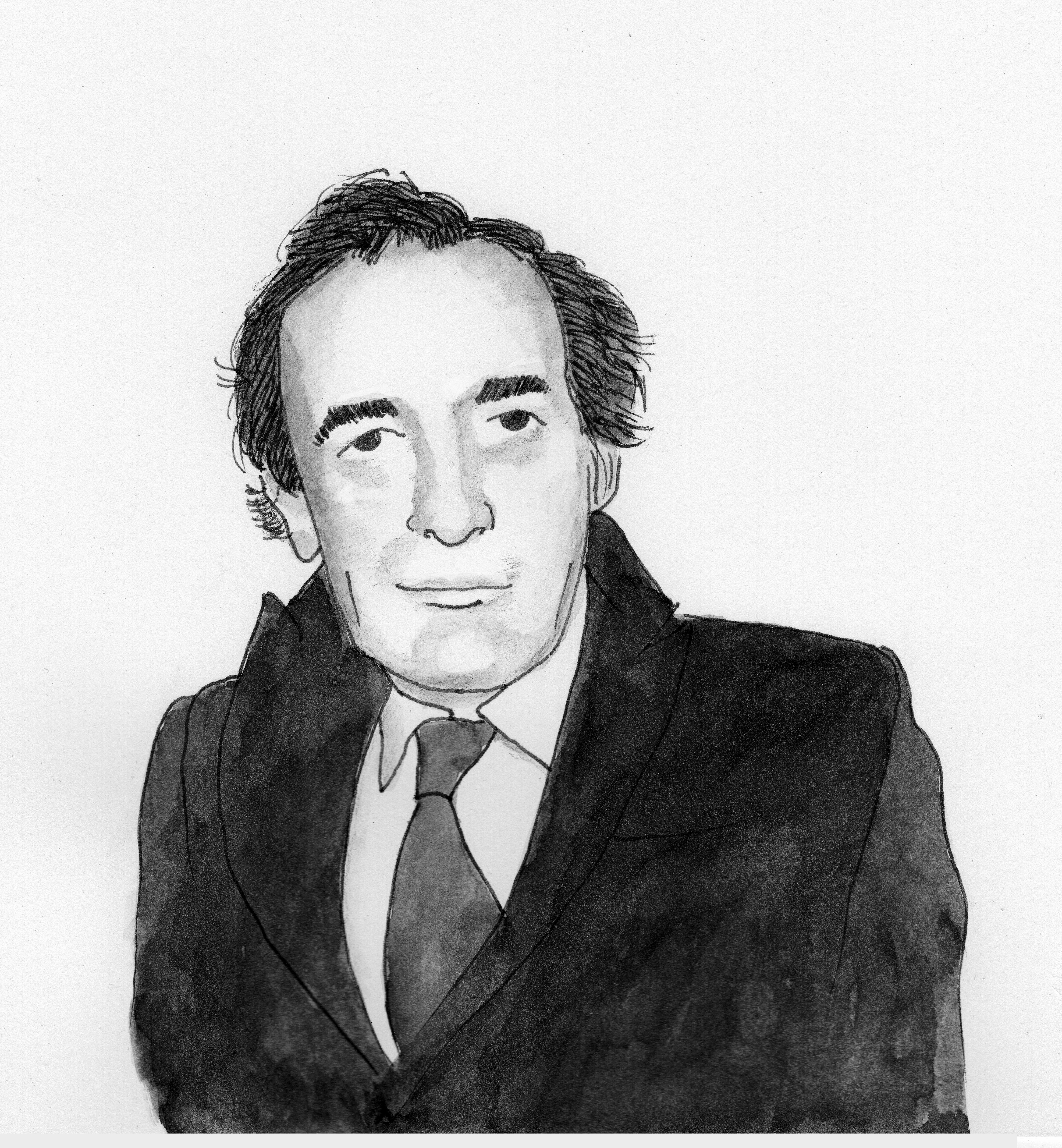
バーンズ

ラヴェル生誕100周年にあたる1975年、アメリカではジョージ・バランシンの率いるニューヨーク・シティ・バレエ団による「ラヴェル・フェスティバル」の一環として、ジョン・タラスの振付による『ダフニス』が上演された 。ジョー・ユーラの衣裳デザインはホットパンツを履いたニンフやギャング姿の海賊が登場するもので、批評家クライヴ・バーンズは『ニューヨーク・タイムズ』紙上で、振付、美術、衣裳のいずれも酷評し、タイトルロールを演じたピーター・マーティンスやニーナ・フェデロワをこのバレエの「犠牲者」として扱った。
なお、ニューヨークでは「ラヴェル・フェスティバル」の翌月にシュトゥットガルト・バレエ団がグレン・テトリー振付による現代的な『ダフニス』を上演しているが、バーンズはこれも酷評し、「今年はダフニスにとってもクロエにとっても良い年ではないらしい」と皮肉った上で、現代に舞台を移したバレエとしては決定版とも言うべき「アシュトン版」がある中で、さらに新しい『ダフニス』の振付を生み出すことの難しさを指摘している。

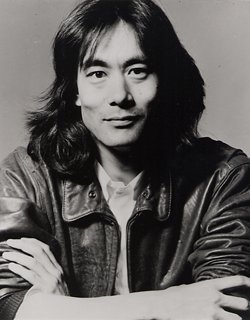
ケント・ナガノ

とはいえ、現代的な演出の『ダフニス』はその後も登場しており、バレエ以外のパフォーマーとのコラボレーションも行われるようになっている。オーストラリアでコンテンポラリー・ダンスを手掛けるシドニー・ダンス・カンパニーが1980年に上演したグレアム・マーフィー振付による『ダフニス』は、機械仕掛けの雲に乗るパン神や、革の衣裳をまとった海賊、ローラーブレードでステージ上を移動するニンフが登場するものであった。また、カナダでは『ダフニス』初演100周年にあたる 2012年9月に、ケント・ナガノ指揮モントリオール交響楽団が、現代サーカス芸術集団シルク・エロイーズのアクロバットと共演して全曲の演奏を行っており、ケンブリッジ大学のMawer(2012)は、モントリオールでの革新的な試みを評価している。

## ラヴェルによるバレエ音楽
ラヴェルがこのバレエのために作曲した音楽は、混声四部合唱を含む、規模の大きい四管編成のオーケストラによるもので、曲の長さと編成の大きさにおいて、ラヴェルの作品で最も大規模なものである。歌劇『スペインの時』と同様に、登場人物を表すライトモティーフを使って楽曲を構成している。

### 楽器編成
- 木管楽器

ピッコロ、フルート2（2番奏者はピッコロと持ち替え）、 アルトフルート （G管）、オーボエ2、コーラングレ、小クラリネット（E♭管）、クラリネット（B♭管とA管を持ち替え）2、 バスクラリネット、ファゴット3、コントラファゴット
- 金管楽器

ホルン4、トランペット（C管）4、トロンボーン3、チューバ
- 打楽器

ティンパニ、スネアドラム、カスタネット、クロタル、シンバル、エオリフォン、バスドラム、タンブール、タンブリン、銅鑼、トライアングル、 チェレスタ、ジュ・ドゥ・タンブレ、シロフォン
- 弦楽器

ハープ2、弦楽5部（コントラバスは最低音Cが要求される）
- 合唱

混声4部　 歌詞はなくヴォカリーズまたはハミングで歌われ、楽器の一部として扱われる。演奏する場所については「舞台裏」と「舞台の上」の指示がある。
- その他

ホルン、トランペット（各1。第1場において「舞台裏」で演奏される）
ピッコロ、小クラリネット（各1。第3場において「舞台の上」で演奏される）
なお、合唱は省略して演奏することも可能であり、第1場の終末から第2場にかけての合唱（「間奏曲」）を省略した際の管弦楽版の楽譜が全曲版スコアの末尾に収録されている。合唱の扱いをめぐるラヴェルとディアギレフの対立については、「 #フォーキンの一時復帰とロンドン公演（1914年）」の項を参照。

### 主要な主題
バレエ音楽『ダフニスとクロエ』は、台本に基づいた踊りのための一連の音楽でありながら、調性の統一と緻密な主題設計が図られている。全曲はイ長調に始まりイ長調に終わるが、イ長調の属調であるホ長調は登場せず、ホ長調のさらに5度上のロ長調に重要な役割が与えられている。ラヴェル自身はこの作品を「舞踏交響曲」（フランス語: Symphonie chorégraphique）と形容しており、「この作品は交響曲的に構成されており、ひじょうに厳格な調性計画に従い、また少数の動機を手段にしている。この動機を一貫して追ってゆくと、交響曲的な統一が保証されるのだ。」と述べている。
ラヴェルの死の2年後にあたる1939年にラヴェルの作品を論じたウラジミール・ジャンケレヴィッチは、ラヴェルの言う「作品に交響的統一を保証する少数の動機」として、第1場の前半までに登場する5つの主題を指摘して作品を分析している。その5つの主題（動機）は以下の主題A - 主題Eである。
- 主題A

第1場の冒頭、第7小節目にフルートによって提示される。執拗に繰り返される「嬰ニ」音はイ長調の音階に含まれず、低音の「イ」音に対して複調的な響きを作り出す。その後、ニンフの登場場面などで使われる。ジャンケレヴィッチはこの主題を『ニンフたちの主題』と呼んでおり、作曲家諸井誠はほぼ同意の「ニンフの主題」、作曲家山口博史は「パンの神の恵みの主題」と呼んでいる。

- 主題B

第1場の冒頭、第6小節目に弱音器をつけたホルンにより提示され、舞台裏の合唱に引き継がれる。主題Bは主題Aと組み合わされた形で何度か登場する。ジャンケレヴィッチは「自然に呼びかけるような」主題と形容しており、諸井は「愛し合う若者たちの主題」、山口は「自然の主題」と呼んでいる 。

- 主題C

第1場の冒頭、第12小節目でホルンによって最初に提示され、その後ライトモティーフのように扱われる。ジャンケレヴィッチは「ダフニスの愛の主題」と呼んでいる。

- 主題D

主題A - Cが序奏の早い段階で提示されるのに対し、主題Dと主題Eはやや遅れて提示される。この主題は第1場の中盤、ダフニスとドルコンがクロエをめぐって対立する場面で初めて登場する。この主題をジャンケレヴィッチは「クロエの主題」と呼んでいるが、アービー・オレンシュタインは主題ＣとＤの両方を「ダフニスとクロエの主題」としている。

- 主題E

ジャンケレヴィッチは「海賊の主題」と呼んでいる。その名のとおり、海賊が襲来する第1場の終盤から第2場までで使われ、第3場には登場しない。この主題はトランペットやホルンなどの金管楽器によりf 以上で強奏され、最初の4音の動機がファンファーレのように扱われる。

### バレエの進行と音楽
ラヴェルのスコアには、フランス語によるト書きが書かれており、音楽とは以下のように対応している。「音楽」の《》で囲まれたタイトルのうち、＊を付したものについてはスコアに明示されていない。なお、主要な主題や動機の名称は、原則としてジャンケレヴィッチの呼称に従い、「主題B」のみ山口の呼称に従う。

#### 第1場
| ト書き | 音楽 |
| --- | --- |
| 神聖な森の端にある牧草地の春の日の午後。前景には三体のニンフの彫像がある洞窟やパン神の形に何となく似ている大きな岩、背景には放牧されている羊の群れが見える。幕が開くと舞台は無人である 。 | 《序奏と宗教的な踊り》 イ長調、4分の4拍子。低音の「イ」音の上に5度上の音が積み重ねられてゆく中から、弱音器をつけたホルンと舞台裏の合唱などによる「自然の主題」が提示され、これを背景として、フルートソロによる「ニンフたちの主題」、ホルンソロによる「ダフニスの愛の主題」が続けて提示され、それぞれオーボエのソロ、アルトフルートとファゴットのユニゾンで繰り返される。 |
| ニンフへの供え物が入った籠を持ち、若い牧人たちと娘たちが入場する。次第に舞台がいっぱいになる。                                                                                            | 弦楽器に3連符の動きが出て音楽は次第に高まる。「自然の主題」を歌う合唱は次第に近づいてきて、途中から「舞台上で」（Sur la scène）の指示がなされる。 |
| 一同はニンフの祭壇に頭を下げ、娘たちは祭壇を花輪で飾る。 | 「自然の主題」と「ニンフたちの主題」が結合された最初の ff のクライマックスを迎えた後、音楽は次第に収まり、次の《宗教的な踊り》に切れ目なく続く。 |
| | 《宗教的な踊り》 ハープの和音などを伴奏として、二連符と三連符が組み合わされた「宗教的な踊り」の主題がpp で弦楽器に出る。やがてこの主題に「自然の主題」が絡み、トライアングルとクロタルが彩りを添える。 |
| ダフニスの登場 | オーボエが「ダフニスの愛の主題」を奏でる。 |
| クロエの登場 | フルートが「ダフニスの愛の主題」を奏でる。 |
| | 「宗教的な踊り」が「自然の主題」とともに高まり、2度目のff によるクライマックスを迎える。 |
| ダフニスとクロエは前景に来て、ニンフ像にぬかずく。踊りは止まる。 | ハープのグリッサンドと弦楽器のトリルを背景に、木管楽器が「ダフニスの愛の主題」を奏でる。 |
| | 合唱（ハミング）による「自然の主題」を背景に、ヴァイオリンソロが「ニンフたちの主題」を奏でる。 |
| 娘たちはダフニスを引き寄せ、彼を囲んで踊る。 | 変イ長調。生き生きと（Vif）したテンポの4分の7拍子（4分の3拍子＋2分の2拍子）の踊りが始まる。タンバリンやスネアドラムなどによって軽快なリズムが刻まれる。途中でロ長調に転調する。 |
| クロエは初めて「嫉妬」というものを感じるが･･･ | |
| その瞬間、クロエは若者の踊りに引き込まれる。 牛飼いのドルコンは積極的にクロエに迫る。今度はダフニスが苛々する。                                                                           | テンポと拍子はそのまま 変ト長調に転調し、新しい旋律が弦楽器に出る。 |
| | 《全員の踊り》 7拍子のまま変イ長調に転調し、若者たちや若い娘たちの踊りの様々な要素が「この上もなく優美な対位法により結び合わされる（ジャンケレヴィッチ）」。グロッケンシュピールがここで初めて登場する。 |
| 踊りの終わりに、ドルコンはクロエにキスをしたい衝動にかられる。クロエはドルコンに無邪気に頬を寄せている。                                                                                  | 踊りのリズムが収まりテンポが緩やかになる。 |
| ダフニスはドルコンを突き飛ばし、 | 低音楽器がf で「クロエの主題」を一瞬予告する。 |
| クロエに優しく近づく。 | 「クロエの主題」が弦楽器により、優雅なワルツの形で提示される。 |
| 若者たちがクロエの前に立ちふさがり、ゆっくりとダフニスを引き離す。 | |
| 若者の一人が、ダフニスとドルコンが踊りで勝負することを提案する。勝利した方には賞としてクロエからのキスが与えられる。                                                                      | 木管楽器によるファンファーレ風の動機に「クロエの主題」の後半の動機が絡む。 |
| ドルコンのグロテスクな踊り | 《ドルコンのグロテスクな踊り》 4分の2拍子、バスドラムとティンパニのリズムに乗ってファゴットがドルコンの踊りを奏で、様々な楽器に受け継がれる。途中、トロンボーンがユーモラスなグリッサンドで合の手を入れる。 |
| 群衆はドルコンの動作を真似て茶化し、 | ペザンテ（重々しく）で、トロンボーンの合の手を含むフレーズが繰り返される。 |
| 笑いによってドルコンの踊りを終わらせる。 | 装飾音符を伴った8分音符で群衆の笑い声が表現される。 |
| | 再びファンファーレ風の音型に「クロエの主題」の後半の動機がからむ。チェレスタがアルペジオを弾くと1発のクロタルが響く。 |
| ダフニスの優雅で軽やかな踊り | 《ダフニスの優雅で軽やかな踊り》 ヘ長調、8分の6拍子。ダフニスが優雅に踊る。「ダフニスの踊り」の最初の動機は、この後のリュセイオンが登場するシーンで、ダフニスを表すライトモティーフとしても使用される。 |
| 一同は、ダフニスに勝利の報酬を受け取るように促す。 | オーボエが「クロエの主題」を奏でる。 |
| そこにドルコンがまたもや名乗り出るが、 | バスドラムに導かれるファゴットとヴィオラがドルコンの割り込みを表現する。 |
| 皆に笑い飛ばされ追い払われる。 | 再び笑い声の動機 |
| 笑い声がおさまり、ダフニスとクロエは皆の前で抱き合う。 | 休止のフェルマータを挟んでロ長調に転調し、弦楽器がpppで「ダフニスの愛の主題」を奏で、第3場にも登場する動機（山口による「パン神の動機」）につながる。 |
| 群衆はクロエを連れて退場。ダフニスは恍惚として動かずにいる。 | 序奏の音楽が短縮されて再現される。 |
| ダフニスは草の上に腰を下ろす。 | 舞台裏の合唱が「自然の主題」を奏でる。 |
| リュセイオンの入場。リュセイオンはダフニスに近づき後ろから目隠しをする。ダフニスはクロエがふざけているものと勘違いする。                                                                  | クラリネットの二重奏による自由なカデンツァ風のフレーズがリュセイオンを表現する。チェロのソロによる「ダフニスの愛の主題」を挟み、クラリネットのカデンツァ。 |
| しかし、ダフニスはリュセイオンを認めると、彼女から離れようとする。 | 「ダフニスの踊り」が一瞬回想される。 |
| リュセイオンは踊る。リュセイオンはわざとヴェールを1枚落とす。 | 《リュセイオンの踊り》＊ 変ロ長調、8分の6拍子、ハープのアルペジオに乗り、フルートソロがリュセイオンの踊りを奏で、クロタル、グロッケンシュピール、トライアングルが色を添える。 |
| ダフニスはそれを拾い上げ、リュセイオンの肩にかける。 | 「ダフニスの踊り」が回想される。 |
| リュセイオンはさらに気怠く、踊りを再開する。 | リュセイオンを表すクラリネット二重奏の後、フルートが踊りを続ける。 |
| もう1枚のヴェールが地面に落ち、再びダフニスによって拾われる。 | 「ダフニスの踊り」が回想される。 |
| 困惑するダフニスをあざ笑うようにリュセイオンは退場する。 | クラリネットの二重奏がリュセイオンを表現する。 |
| 突如として、武器の音、戦の叫び声が近づいてくる。海賊が逃げる女性を追いかけている。 | コントラバスやバスクラリネットのうねりを背景に、金管楽器に「海賊の主題」が出る。 |
| ダフニスは、危険にさらされているであろうクロエを救うために急ぐ。 | 「ダフニスの愛の主題」と「海賊の主題」が重なる。 |
| 一方、クロエは必死になって隠れる場所を探している。クロエはニンフの祭壇に飛び込み、加護を求めて祈る。                                                                                      | ややテンポが上がり、木管楽器が「クロエの主題」を奏でる。次第にテンポが速まり切迫していく。 |
| 海賊の一団がクロエを発見し、彼女をさらう。 | 4本のトランペットが fff のユニゾンで「海賊の主題」を鳴らす。 |
| クロエを探すダフニスが入場。ダフニスは落とされたクロエのサンダルを発見する。 | 音楽は静まり、ppp となる。ティンパニが「変ホ」のロールを持続させる中、ヴィオラが「ダフニスの愛の主題」の断片を奏でる。 |
| 絶望したダフニスは、クロエを守ることができなかった神々を呪い、洞窟の入口で意識を失う。 | 突然、不協和音を伴う「ニンフたちの主題」が ff で出る。これが静まるとpで「ダフニスの愛の主題」の断片が繰り返され、音楽は静止する。 |
| 現実のものとは思えない光があたりを包み込む。 | 《夜想曲》＊ 弱音器を付けた弦楽器がppp でトリルを持続させる。 ※「第1組曲」はこの部分から始まる。 |
| 突然、ニンフの彫像の頭部に小さな火がともる。第1のニンフが台座から降りてくる。 | フルートが「ニンフたちの主題」をカデンツァ風に奏る。 |
| 第2のニンフが降りてくる。 | ホルンが「ニンフたちの主題」をカデンツァ風に奏でる。 |
| 第3のニンフが降りてくる。 | クラリネットが「ニンフたちの主題」をカデンツァ風に奏でる。 |
| 三人のニンフは話し合い、 | エオリフォンがここではじめて登場する。風の音を背景として管楽器が「自然の主題」を奏でる。 |
| ゆっくりと、神秘的な踊りを始める。 | 変イ長調、8分の6拍子。フルート3本とアルトフルートが神秘的な踊りの音楽を奏で、旋律はクラリネットとオーボエによる「ニンフたちの主題」を経て弦楽器に移る。 |
| ニンフらはダフニスに気づく。ニンフは身を屈め、ダフニスの涙を拭う。 | エオリフォンの風の音や弦楽器のハーモニクスによるグリッサンドを背景に、フルートとハープが「ニンフたちの主題」を奏でる。 |
| ニンフらはダフニスを蘇生させると、彼をパン神に形が似た岩に導く。 | クラリネットとヴィオラが「ダフニスの愛の主題」を奏でる。 |
| ニンフらはパン神を呼び出す。 | エオリフォンの風の音や弦楽器のトリルを背景に、ニンフの踊りの旋律が奏でられる。 |
| 岩が徐々に神の姿になっていく。 | ppp のバスドラムのロールを背景に弦楽器のトリルが上昇していく。 |
| ダフニスはひれ伏し、パン神に祈る。 | 打楽器のロールや弦楽器のトリルが一瞬音量を膨らませ、すぐに消えていく。 |
| 全てが消える。 | フェルマータのついた休符 |
| | 《間奏曲》＊ 合唱のアカペラ。背景となるシンコペーションの動きは「自然の主題」によるもの。 |
| 遠くでラッパの信号。声が迫っている。 | 合唱に乗り、舞台裏のトランペットとホルンが『海賊の主題』を奏でるが、その音は次第に近づいてくるように指示されている。切れ目なく第2場に入る。 |

#### 第2場
| ト書き | 音楽 |
| --- | --- |
| 切り立つ岩に囲まれた海岸。海賊の野営地である。背景には海。戦利品を運ぶ海賊たちとガレー船が見える。舞台は松明で激しく照らされる。 | 第1部から続く合唱に、弦楽器の半音階の動きやバスドラムのロールなどが加わってクレッシェンドし、切れ目なく《戦いの踊り》に突入する。 |
| | 《戦いの踊り》＊ 4分の2拍子、アレクサンドル・ボロディンの『イーゴリ公』（ポロヴェッツ人の踊り）を連想する野生的な海賊たちの踊りが展開する。「海賊の主題」が絡み、途中からは男声も加わる。転調を繰り返して最後はロ長調の主和音で一旦終始する。 ※「第1組曲」はここで終わる。なお、クロタルはこの踊り以降使われない。 |
| 海賊の首領ブリュアクシスは捕虜を連れてくるよう命ずる。                                                                           | |
| 手を縛られたクロエが二人の海賊に引きずられてくる。                                                                               | ハープのグリッサンドを背景に、弦楽器が「クロエの主題」を奏でる。 |
| 海賊の首領ブリュアクシスはクロエに踊りを命じる。                                                                                 | |
| クロエの哀願の踊り | 《クロエの哀願の踊り》 ロ長調、4分の3拍子。奇数小節が「4分音符＝100」、偶数小節が「4分音符＝72」の指定があり1小節ごとにテンポが変わる。このようなテンポの指示はラヴェルのスコアでは珍しい。揺らぐテンポに乗り、コーラングレが「とても感情を込めて」旋律を奏でる。                                                  |
| クロエは隙を見て逃げようとする。                                                                                                 | 上行するハープのグリッサンドと木管楽器のパッセージ。 |
| 海賊たちは力づくでクロエを戻す。                                                                                                 | アクセントのついたトロンボーンや低音楽器の動き。 |
| 絶望的なクロエは、踊りを再開する。                                                                                               | 変イ長調に転調し、踊りが再開する。コーラングレの旋律は消え、伴奏であった音形が前面に出て ff まで高まる。 |
| もう一度、クロエは逃げようとするが、                                                                                             | 上行するハープのグリッサンドと木管楽器のパッセージ。 |
| 彼女は再び戻される。 | アクセントのついたトロンボーンや低音楽器の動き。 |
| クロエは絶望し、ダフニスのことを考えている。                                                                                     | ロ長調。レント。コーラングレの節が「ダフニスの愛の主題」につながる。 |
| ブリュアクシスはクロエを引き寄せようとする。クロエは懇願する。                                                                   | 変イ長調、海賊とクロエのやり取りが表現され、テンポはどんどん速くなる。 |
| ブリュアクシスは勝利を勝ち取る。                                                                                                 | トランペット4本が ff で「海賊の主題」を吹奏する。 |
| 突然、あたりは不思議な要素で満たされる。                                                                                         | ハ長調、突然のpp。コントラバスの「ハ」音のトリルの上にホルンが「変ト」音の伸ばし。ハープのグリッサンドが間歇的に聴かれる。 |
| 見えざる手により、小さな火がともされる。                                                                                         | エオリフォンによる一陣の風。 |
| 不思議な生き物があたりを跳ね回る。恐怖は徐々に野営地全体に広がる。サテュロスの集団が四方から海賊をとり囲む。                     | 管楽器に軽快な動機が登場し、次第に楽器の数が増えクレッシェンドする。なお、シロフォンはこの場面の音楽のみに使われる。 |
| 大地が割れ、パン神の巨大な影が背景の山に映り海賊たちを脅かす。海賊たちは恐怖にかられて逃げ出す。                                 | 突然音楽が切り替わり、バスドラムのロールなどがクレッシェンドし、fff の頂点で銅鑼やエオリフォンが鳴る。低音の「ハ」音上の和音と中音部の「嬰ヘ」音が持続する中、弦楽器がグリッサンドを繰り返しながら音楽は次第に静まって行き、切れ目なく第3場に入る。                                                                |

#### 第3場
| ト書き | 音楽 |
| --- | --- |
| 舞台は夜明け前の第1部の風景に置き換えられる。 | 合唱が「嬰ヘ」音をホルンから引き継ぎ、音楽は次第に収まっていく。 |
| 岩肌から流れ落ちる露が集まってできた小川のせせらぎの他、何も聞こえない。ダフニスはまだニンフの洞窟の前に横たわっている。                                                                         | 《夜明け》＊ ニ長調、4分の3拍子。pp でフルートとクラリネットが交互に12連符のアルペジオを、ハープがグリッサンドを奏で、途中からはチェレスタも加わる。チェロとコントラバスは先頭の奏者から順に弱音器を外すよう指示されている。 ※「第2組曲」はこの部分からバレエの最後までを抜き出している。 |
| 徐々に空が白みはじめ、鳥の歌が聞こえる。 | ヴァイオリン、ピッコロ、フルートが鳥の鳴き声を表現する。 |
| | ヴィオラとクラリネットが、夜明けを表す旋律を奏でる。 |
| 羊飼いと羊の群れが一緒に遠くを通り過ぎる。 | 舞台上のピッコロが羊飼いの笛を表現する。 |
| 別の羊飼いが舞台の奥を横切って行く。 | 舞台上の小クラリネットが羊飼いの笛を表現する。 |
| | ヴァイオリンが夜明けを示す旋律を奏で、舞台裏の合唱による「自然の主題」がこれに絡む。 |
| ダフニスとクロエを探す羊飼いたちが入場する。彼らはダフニスを発見し、彼を目覚めさせる。 | |
| ダフニスは不安に駆られ、クロエの姿を探す。 | 音価を縮小した「クロエの主題」がダフニスの不安を表現する。 |
| 羊飼いに囲まれてクロエが登場する。 | 木管楽器と弦楽器が上行し、1小節のうちに p から f へと急速にクレッシェンドする。 |
| ダフニスとクロエはお互いの腕の中に身を投じる。 | f かつ感情が込められた（très sxpressif）「ダフニスの愛の主題」。 |
| ダフニスはクロエの頭の冠を見る。彼の夢は預言的な幻想であり、パン神が介入したことは明らかだ。 | 息の長いクレッシェンドで ff のクライマックスへ導く。頂点で「自然の主題」が合唱に出る。また、頂点でヴァイオリンなどが奏でる動機は、山口によるところの「パン神の動機」であり、この動機が繰り返されながら音楽は静まっていく。                                                                |
| 老いた山羊飼いのラモンが登場し、パン神がシリンクスとの過ぎし日の思い出ゆえにクロエを助けたのだと説明する。ダフニスとクロエは、パンとシリンクスのアバンチュールを（パントマイムにより）再現する。 | オーボエがラモンを表す新しい旋律を奏でる。その下の音域ではクラリネットが「パン神の動機」を継続している。 |
| クロエは草原でさまよう若いニンフ（シリンクス）を演じている。 | 《無言劇》＊ 2本のオーボエとコーラングレが新しい旋律を奏でる。 |
| ダフニスが演じるパン神はニンフへの愛を告白する。 | オーボエのフレーズを弦楽器が受ける。 |
| ニンフはパン神を拒む。神はさらにしつこく迫る。 | オーボエが下降する動機を奏でる。山口によればこの動機は「シリンクスの拒絶」を表している。 |
| ニンフは葦の中で姿を消す。 | クラリネットによる「シリンクスの拒絶」の動機に、オーボエの上昇しながらデクレッシェンドするアルペジオが続く。 |
| 絶望的したパン神は葦の茎を折ってフルートを作り、メランコリックな曲を奏でる。 | 弦楽器が f でパン神の絶望を表現する。嬰ヘ短調（イ長調の平行調）に転調すると、弦楽器のピチカートとハープがリズムを刻み始める。 |
| クロエが再び現れ、踊りによってフルートの抑揚を表現する。 | 伴奏に乗り長いフルートソロが始まる。途中で嬰ヘ長調に転調し、第2フルートやピッコロも交え、次第に高まっていく。 |
| 踊りはより活気を増していき、 | テンポをさらに速め、ff の頂点に昇り詰めて行く。 |
| クロエは大きく身体をひねり、ダフニスの腕の中に落ちる。 | イ長調の4オクターブに及ぶ下降音階が、ピッコロから1番フルート、2番フルート、アルトフルートに一気にリレーされ、その最後の音が「ダフニスの愛の主題」につながる。 |
| | ロ長調に転調し、「ダフニスの愛の主題」が繰り返される。無伴奏ヴァイオリンソロが「シリンクスの拒絶」の動機を奏でるが、下降する動機は途中から上昇に転じ、ハープのグリッサンドを伴ってロ長調の主和音に溶け込んでいく。                                                                        |
| ニンフの祭壇の前で、ダフニスとクロエは二頭の羊を捧げ信仰を誓う。 | バレエ全曲の冒頭と同じイ長調に戻り、「ニンフたちの主題」と「自然の主題」がf で同時に出る（序奏の変形された再現）。 |
| バッカスの巫女の衣裳をつけた娘たちがタンバリンを振りながら入場する。 | 突然、「4分音符＝168」の急速なテンポになり、4分の5拍子によるバッカナールが予告される。 |
| ダフニスとクロエは優しく抱擁する。 | 一瞬テンポをゆるめ、アルトフルートとヴァイオリンが「ダフニスの愛の主題」の一節を奏でる。 |
| 若者たちのグループが乱入する。幸せな大騒ぎ。 | 再び急速なテンポの4分の5拍子。全曲で初めてカスタネットの出番となる。スネアドラムがバッカナールのリズムを刻み、4分の2拍子を挟んで一旦ff の頂点を作るが、下降する半音階とともに一旦おさまる。弱音器をつけたトランペット、ホルンが三連符を刻むと、そのまま《全員の踊り》になだれ込む。       |
| 全員の踊り。 | 《全員の踊り》 イ長調。4分の5拍子のリズムに乗り、小クラリネットが主題を奏でトランペットがこれに加わる。音楽は様々なエピソードを経ながら盛り上がっていく。 |
| ダフニスとクロエ。 | 5拍子のリズムに乗り「クロエの主題」が回想される。 |
| ドルコン。 | 「ドルコンのグロテスクな踊り」の一節が回想される。 |
| | 3拍子のヘミオラで「ダフニスの愛の主題」が回想されfff の頂点を迎える。いったん静まってから再び4分の5拍子となり、合唱も加わって、喜びにあふれ興奮したフィナーレへと導かれる。 |

### 作曲に関するエピソード

#### ニジンスキーの跳躍

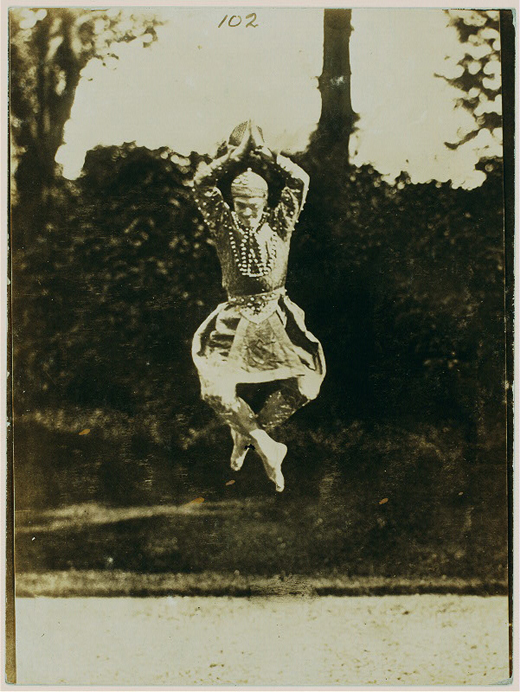
跳び上がるニジンスキー（『オリエンタル』）

ラヴェルは1909年にディアギレフから作曲を依頼された。カルヴォコレッシの回想によれば、ラヴェルがまず最初に作曲したのは、初演でヴァーツラフ・ニジンスキーがソロで踊ることになる、第1場の「ダフニスの優雅で軽やかな踊り」の部分であった。譜例はその開始部分であるが、3小節目にフェルマータつきの8分休符による「間」があけられている。この「間」は、ニジンスキーが1909年の『アルミードの館』で見せた、重力を無視したかのような驚異的な跳躍に触発されたラヴェルが、彼が空中に留る時間のために書いたものである。なお、ニジンスキーは『アルミードの館』の公演の後、周囲からの「空中に留まっていることは簡単なのか」という質問に対し、「ただ跳び上がって、一瞬そこで待てばいいんですよ」と答えたと言う逸話が残っている。

#### 破棄されていなかった初稿

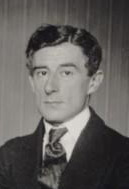
ラヴェル（1910年）

ラヴェルは初演の2年前にあたる1910年5月1日に『ダフニス』のヴォーカルスコアを完成させていた。しかし1911年に改訂が行われ、1910年の初稿は破棄されるはずであったが、楽譜の出版元であるデュラン社のミスにより、ごく少数が世の中に出回ってしまっていた。
初稿譜の存在が明らかになったのは1964年のことであり、フランスの作曲者・音楽学者ジャック・シャイエが古本屋で偶然この楽譜を手にしたことがきっかけであった。シャイエは現行版のスコアと1910年版の楽譜を比較・分析し、1969年に論文『モーリス・ラヴェルによる《ダフニスとクロエ》の知られざる初稿』（Une première version inconnue de Daphnis et Chloé de Maurice Ravel）を発表した。
また、シャイエはスコアに記された「ト書き」から、初稿ではパン神が生身の人間が踊ることになっていたことや、初稿ではリュセイオンやブリュアクシスに名前がなく、ドルコン（Dorkon）はロシア読みの「Darion」であったことも突き止めた。シャイエは、現行版におけるこれらの人名が、ジャック・アミヨによるフランス語訳『ダフニスとクロエ』と同じであることから、ラヴェルが台本に関与したことを示唆するものだとしている。
1910年の初稿はパリ国立図書館の音楽部やアメリカ議会図書館で見ることができるほか、楽譜の一部（写真または清書したもの）が、アービー・オレンシュタインの著作やサイモン・モリソンの論文に掲載されている。なお、自筆譜はアレクサンドル・タヴェルヌ夫人のコレクションの中にある。

#### 「全員の踊り」の改訂
1911年4月末の段階でラヴェルは「全員の踊り」の改訂に頭を悩ませており、弟子である作曲家ルイ・オーベールの協力も得ながら作業は進められ、結局「全員の踊り」の改訂には着手してから1年もの時間を費やすことになった。かつてローマ大賞の審査員の一人は、ラヴェルについて「何の努力をしなくても音楽が流れ出てくるよう」だと形容したが、ここまで創作に苦しんだのはこれが初めてであった。なお、音楽史研究家のサイモン・モリソン(2009)は、ストラヴィンスキーへの対抗意識が改訂の背景にあった可能性を指摘している
当初、ラヴェルは「全員の踊り」を4分の3拍子で書いていたが、改訂では4分の5拍子に変更された（譜例）。また、強弱のニュアンスも変更されている。
（初稿）
（改訂版）
全体の長さは2倍に拡大され、途中には「クロエの主題」の再現が挿入された（譜例）。オーケストレーションの面でも、初稿では最後の6小節しかなかった合唱の出番が総譜で11ページ分にまで大幅に増えている。
なお、後年、どうやって「全員の踊り」を書き直したのか問われたラヴェルは、冗談半分に「簡単さ、リムスキー・コルサコフの『シェヘラザード』をコピーしたんだよ。」と語ったという。

### 晩年のラヴェルと『ダフニス』

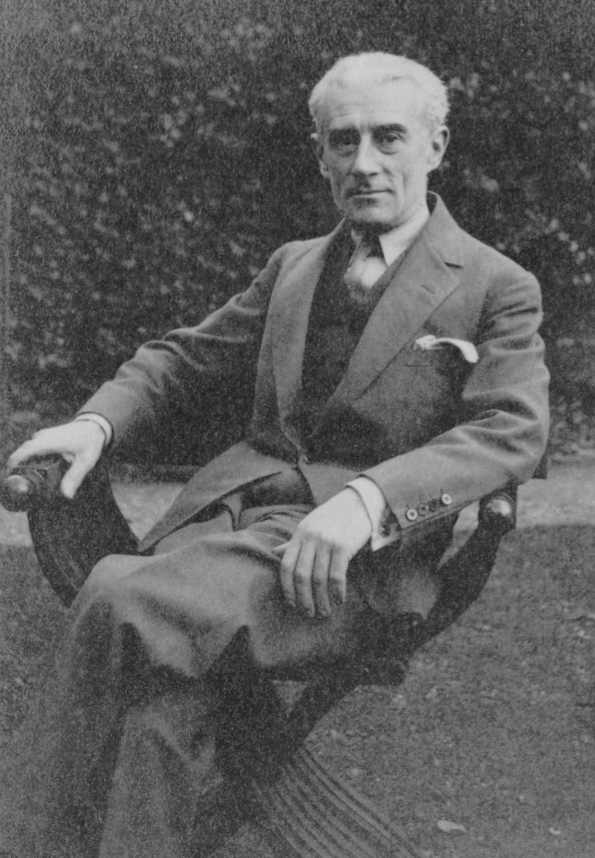
ラヴェル（1932年）

ラヴェルはその後、『ラ・ヴァルス』（1920年）、『ボレロ』（1928年）などの作品を発表していくが、一度発表した作品にはさほど愛着を示さず、周囲の人間が『ダフニス』への賛辞を送ってもそっけない素振りしか示さなかったという。
しかし、晩年のラヴェルは原因不明の脳の疾患により、意識は明晰であるにもかかわらず文章を書いたり音楽を楽譜に記したりすることが全くできない「精神的幽閉」とでも言うべき状態におかれ、『ドゥルシネア姫に心を寄せるドン・キホーテ』（1933年）を最後に作曲が全くできなくなった。そして1937年12月に脳の外科手術を受けたラヴェルはそのまま帰らぬ人となった。死の数か月前、 アンゲルブレシュト指揮フランス国立放送管弦楽団の演奏会で『ダフニス』を聴いたときのラヴェルの様子を、同行していたヴァイオリニストのエレーヌ・ジュルダン＝モランジュは次のように回想している。

### 楽曲に対する評価
バレエ音楽『ダフニスとクロエ』はラヴェルの傑作の一つとして高く評価されている。
- 「おそらくラヴェルの最高傑作であり、二十世紀の音楽が到達した最もめざましい偉業」（ベンジャミン・イヴリー（英語版））[316]
- 「私たちを魅了し、どのような楽派にも組み入れることのできない作品の一つであり、私たちにとって永遠に理解し難い法則や神秘が支配する遙かな惑星から、隕石のように私たちの心に落ちてくるのだ」（ジャン・コクトー）[88]
- 「彼の天才を類まれな形で体現した偉大なスコア」（ハンス・ハインツ・シュトゥッケンシュミット（ドイツ語版））[193]
- 「単にラヴェルのもっとも美しい作品のひとつであるばかりか、フランス音楽の最も美しい成果の一つ」（イゴール・ストラヴィンスキー）[317][188][注 80]
- 「激しさと官能性、力強さと優しさの類いまれな結びつきがある」（ロジャー・ニコルス）[88]
- 「この傑作を、“フランス音楽史の金字塔”とする意見があったとしても、また二十世紀最高のオーケストラ曲とする人がいたとしても、私は決して反対しないだろう」（諸井誠）[318]

### 3種類の組曲

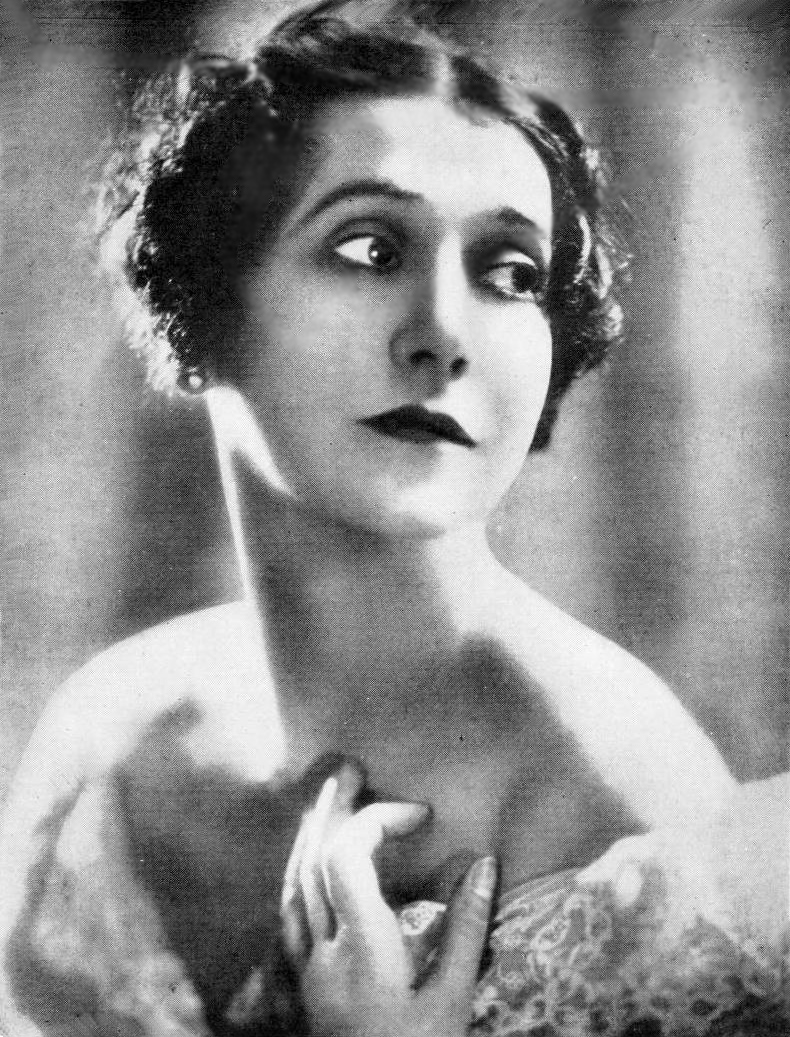
カルサヴィナ

ラヴェルの楽曲『ダフニスとクロエ』には、バレエ音楽全曲（1912年初演、1913年出版）以外に、バレエ音楽に基づく3種類の組曲があり、楽譜は全てデュラン社から出版されている。

#### 『ダフニスとクロエ 第1組曲』
以下の3つの部分から成り、切れ目なく演奏される。演奏時間は約15分。
- 夜想曲（Noctune）
- 間奏曲（Interlide）
- 戦いの踊り（Danse guerrière）

バレエ音楽が未完成の段階にあった1911年に、第1場の後半から第2場前半にかけての音楽を抜き出して作ったもので、1911年4月3日にガブリエル・ピエルネ指揮コロンヌ管弦楽団によって初演された。初演に対する新聞の批評は賛否両論であり、当時の進歩的な作曲家とみなされていたアルフレッド・ブリュノーは「第1組曲」の作曲技法の自由さを「アナーキー」であると否定的に捉えた。楽譜は初演と同年の1911年に出版されている。

#### 『ダフニスとクロエ 第2組曲』
以下の3つの部分から成り、切れ目なく演奏される。演奏時間は約15分。
- 夜明け（Lever du jour）
- 無言劇（Pantomime）
- 全員の踊り（Danse générale）

第3場の音楽をほぼそのまま抜き出したもので、バレエ初演の翌年にあたる1913年に出版された。なお、初演については不明である。「第2組曲」はオーケストラにとって重要なレパートリーの一つとして今日に至っており、管弦楽作品としての『ダフニスとクロエ』は「第2組曲」の形でとりあげられる機会が最も多い。
合唱を省略することが可能で、その部分の必要な代替処置がパート譜に記されている。

#### ピアノソロのための組曲
以下の3曲から成る。バレエの初演が行われた1912年に出版されている。
- ダフニスの優雅で軽やかな踊り（Dance de Daphnis）
- 夜想曲、前奏曲と戦いの踊り（Noctune. Interlide. Danse guerrière）
- ダフニスとクロエの情景（Scene de Daphnis et de Chloé）[注 83]

### 日本における上演史

#### 戦前 - 1950年代
日本では、太平洋戦争開戦の約半年前にあたる1941年6月4日に新交響楽団（現在のNHK交響楽団）第226回定期公演において、ジョセフ・ローゼンストックの指揮により『ダフニスとクロエ 第2組曲』が初演されている。太平洋戦争中であってもラヴェルの『ボレロ』、『スペイン狂詩曲』、『ピアノ協奏曲 ト長調』は演奏されたが『ダフニス』については演奏されておらず、戦後に入り、ローゼンストックが1945年11月に同楽団（1942年からは日本交響楽団）を指揮して「第2組曲」を再演した。これ以降、1950年代の終わりまでに日本で『ダフニス』が演奏されたのは1954年と1956年の2回のみで、いずれも同楽団（1951年からはNHK交響楽団）によるものである。

#### 1960年代前半
東京オリンピックのあった1960年代前半の日本では、シャルル・ミュンシュ、ジャン・マルティノン、アンドレ・クリュイタンス、エルネスト・アンセルメといった、フランスの作品をレパートリーとする指揮者が相次いで来日して『ダフニス』を披露している。なお、これらはいずれも「第2組曲」である。
- 1960年　5月：ミュンシュ指揮ボストン交響楽団[335][注 88]
- 1962年　12月：ミュンシュ指揮日本フィルハーモニー交響楽団[337][注 89]
- 1963年　4月：マルティノン指揮NHK交響楽団[338]
- 1964年　5月：クリュイタンス指揮パリ音楽院管弦楽団[339]、6月：アンセルメ指揮NHK交響楽団[338]

また、1963年5月にはパリ・オペラ座バレエが来日して大阪と東京で公演を行い、そのプログラムの1つとして「スキビン版」による『ダフニスとクロエ』を披露しており、ロベール・ブロ指揮による東京フィルハーモニー交響楽団、大阪音楽大学（大阪公演）、東京混声合唱団（東京公演）が演奏を担当した。

#### 1960年代半ば - 1970年代半ば
日本では1960年代半ば以降、「第2組曲」が合唱入りで演奏されるようになった。1965年の若杉弘指揮の読売日本交響楽団（合唱は東京混声合唱団）に続き、1968年には1月に渡邉曉雄指揮の日本フィルハーモニー交響楽団（合唱は東京混声合唱団と二期会合唱団）、6月に秋山和慶指揮の大阪フィルハーモニー交響楽団（合唱は関西歌劇団）が合唱入りの「第2組曲」を演奏している。なお、1968年の日本フィルハーモニー交響楽団については、同時に「第1組曲」も演奏しており、これが同曲の日本初演である。
NHK交響楽団ではやや遅れて1973年にホルスト・シュタイン指揮により同団初となる合唱入りの「第2組曲」が演奏され（合唱は日本プロ合唱団連合）、1976年にも岩城宏之指揮により合唱入りの「第2組曲」が演奏されている（合唱は東京混声合唱団）。

#### 1970年代末以降

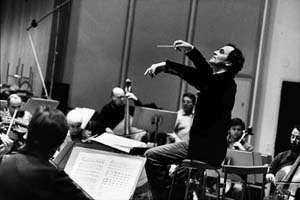
シャルル・デュトワ

1970年代末以降、渡邉曉雄やガリー・ベルティーニ、シャルル・デュトワなどが演奏会でバレエ音楽の全曲版を演奏している。
- 1979年 3月：渡邉曉雄指揮東京都交響楽団[341]
- 1984年 1月：渡邉曉雄指揮日本フィルハーモニー交響楽団[337]
- 1987年 2月：ベルティーニ指揮NHK交響楽団[342]
- 1991年 4月：デュトワ指揮NHK交響楽団[343][注 91]
- 1997年 12月：デュトワ指揮NHK交響楽団[343][注 92]

#### 吹奏楽編曲と著作権問題
1976年に行われた第24回全日本吹奏楽コンクール全国大会において島根県の出雲市立第一中学校が自由曲として演奏した『ダフニスとクロエ』第2組曲の抜粋（「夜明け」・「全員の踊り」）は、この曲が日本のアマチュア吹奏楽団に広まるきっかけを作った。
当時はラヴェルの没後から40年余りしか経っておらず、作品は著作権保護の対象であり無断での編曲・演奏はできなかったが、当時の学校関係者の間には著作権に関する理解は現在ほど浸透していなかった。コンクールを主催する全日本吹奏楽連盟は機関誌を通じて注意を促していたものの、1981年には『ダフニス』を自由曲として支部代表となった某高等学校が編曲許諾をとっていなかったために全国大会への出場を辞退するという「事件」が起こっている。
また、実際に編曲の許諾を申請しても簡単に許可はおりなかったため、1980年代前半には『ダフニス』の吹奏楽編曲による演奏は事実上不可能に近かったが、1986年には、埼玉栄高等学校の吹奏楽部顧問から相談を受けた吹奏楽指導者秋山紀夫が、日本の著作権管理会社を超えて直接フランスのデュラン社に電話で交渉し、ギャルド・レピュブリケーヌ吹奏楽団の指揮者ロジェ・ブートリーによる編曲に限っての演奏許諾を得ることに成功した。
埼玉栄高等学校はこの年『ダフニス』を全国大会で披露し、翌1987年以降、ブートリー編曲による『ダフニス』は吹奏楽コンクールでさかんに取り上げられるようになった。なお、1998年以降は著作権保護期間が過ぎており自由に編曲することが可能になっている。